# Textile Handarbeit

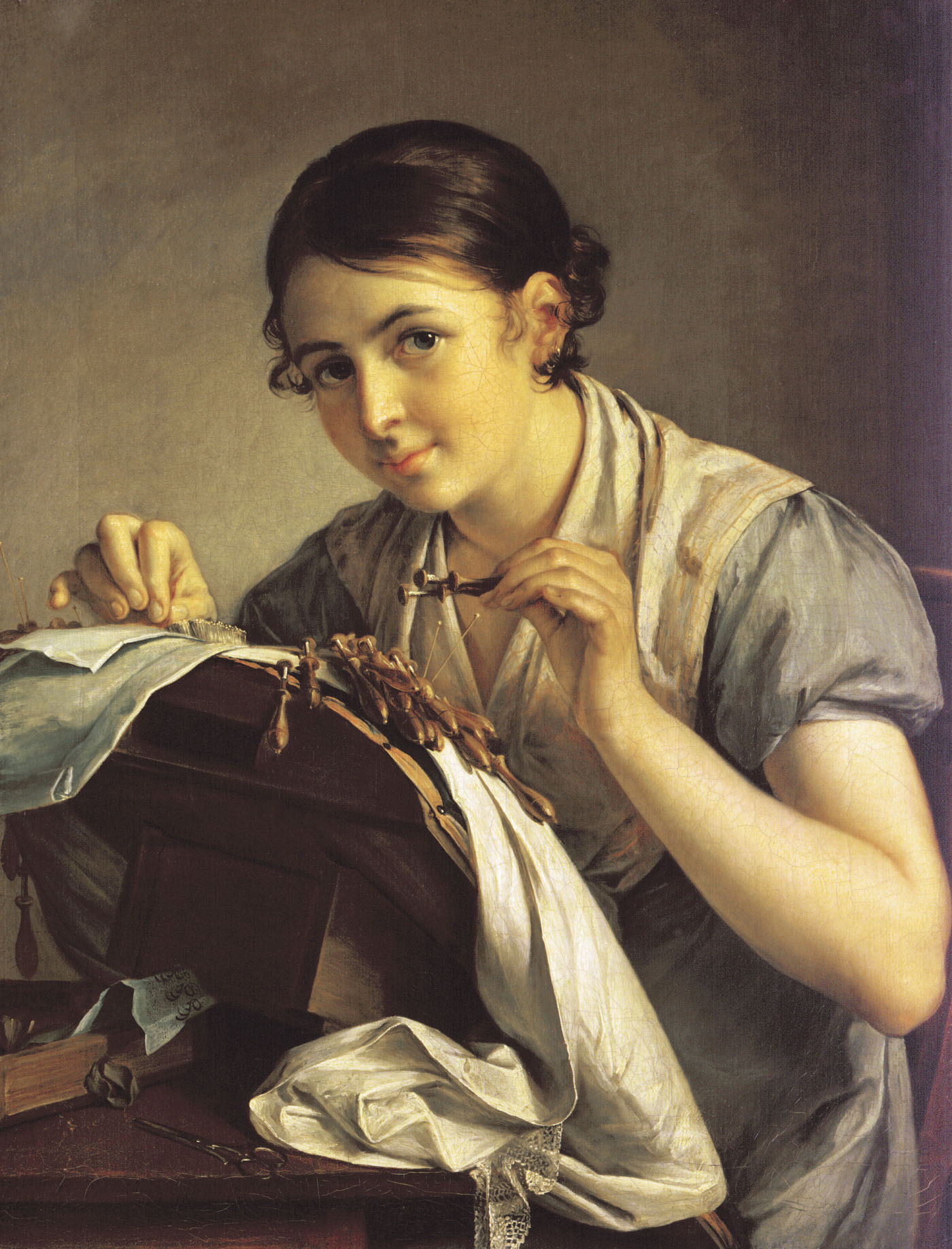
Wassili Andrejewitsch Tropinin: Spitzenklöpplerin (Öl auf Leinwand, 1823)

Unter textilen Handarbeiten (auch Nadelarbeiten) versteht man Verfahren aus verschiedenen Zweigen der Textiltechnik, die für die Selbstversorgung mit Textilien, als Heimarbeit, im Kontext häuslichen oder schulischen Unterrichts (textiler Werkunterricht), als Freizeitbeschäftigung oder zu ergotherapeutischen Zwecken angewendet werden. Als Handarbeiten werden diese in der Regel mit einfachem Werkzeug oder einfachen Maschinen ausgeführt. Die verwendeten Arbeitsmaterialien umfassen Textilien verschiedener Art, wie Garne und Stoffe.
In einem weiteren Sinne werden unter „textilen Handarbeiten“ oft auch manuelle Techniken des Bemalens, Bedruckens und Färbens von Textilien verstanden.

## Zeittafel
- um 400.000 v. Chr. – älteste Hinweise auf Verarbeitung von Tierhaut[1]
- um 50.000 v. Chr. – ältester Fund einer (knöchernen) Nähnadel (Denissowa-Höhle, Sibirien)[2]
- 52.000–41.000 v. Chr. – Spinnen nachgewiesen (Abri du Maras, Südfrankreich)[3]
- 50.000–10.000 v. Chr. – Flechten von Körben, Matten, Sandalen und Ähnlichem (Ägypten)[4]
- um 30.000 v. Chr. – Weben nachgewiesen (Dzudzuana-Höhle, Georgien)[5]
- um 8000 v. Chr. – Gerben von Leder[6]
- um 7000 v. Chr. – Nähnadeln aus Kupfer (Armenien)[7][8]
- um 6500 v. Chr. – Nadelbinden nachgewiesen (Nahal Hemar, Israel)[9]
- um 3400 v. Chr. – Patchwork nachgewiesen (Ägypten)[10]
- um 3482–3102 v. Chr. – ältestes archäologisch sichergestelltes gewebtes Kleidungsstück (Tarchan, Ägypten)[11]
- um 3258 v. Chr. – Kürschnern nachgewiesen (Ötztaler Alpen)[12]
- um 2000 v. Chr. – Sticken vermutet (China)[13]
- 1390 oder 1388 v. Chr. – Bildwirkerei (Tapisserie) nachgewiesen (Ägypten)[14]
- um 1323 v. Chr. – Sticken nachgewiesen (Ägypten)[15]
- 8. Jahrhundert v. Chr. – Brettchenweben nachgewiesen (Gallien)[16]
- um 500 v. Chr. – Teppichknüpfen und Filzen nachgewiesen (Pasyryk, Sibirien)[17][18][19]
- um 400 v. Chr. – Chikankari (eine Form der Weißstickerei) vermutet (Chandraketugarh, Westbengalen, Indien)[20]
- 4. Jahrhundert v. Chr. – Chinesisches Knüpfen nachgewiesen (China)[21]
- um 300 n. Chr. – Stricken mit zwei Nadeln nachgewiesen (Thüringen)[22]
- 5. Jahrhundert – Applikationen[23]
- um 700 – Kumihimo-Flechten nachgewiesen (Japan; vermutlich chinesischen Ursprungs)[24]
- 9. Jahrhundert – Fingerweben nachgewiesen (Oseberg-Schiff, Norwegen)[25]
- um 1000 – Sticken im deutschsprachigen Raum nachgewiesen[26]
- 11. Jahrhundert – Häkeln nachgewiesen (Vorderasien)[27]
- zweite Hälfte des 13. Jahrhunderts – Quilting nachgewiesen (Guicciardini-Decken, Sizilien)[28]
- 15. Jahrhundert – Punto-a-groppo-Spitze (Italien)[29]
- 1493 – Klöppelspitze und Reticella-Spitze nachgewiesen (Italien)[30][31]
- 16. Jahrhundert – Makramee nachgewiesen (Italien)[32]
- spätes 16. Jahrhundert – Guipure-Spitze (Italien, Frankreich)[33]
- um 1641 – Tundeln nachgewiesen (Italien)[34]
- um 1700 – Flicken und Stopfen nachgewiesen (Shetlandinseln)[35]
- 1787–1800 – „Tunesisches Häkeln“ nachgewiesen (Preußen)[36]
- spätes 19. Jahrhundert – Filethäkelei (Frankreich)[37]
- 1895 – Gabelhäkelei nachgewiesen (Vereinigtes Königreich)[38]
- 1917 – Occhi nachgewiesen (Vereinigte Staaten)[39]
- vor 1934 – Nadelweben (englisch pin weaving; Vereinigte Staaten)[40]
- 1958 – Scoubidou-Knüpfen (Frankreich)
- 1976 – Ply-split-Flechten (englisch Ply-split braiding; Vereinigte Staaten)[41]
- frühe 1980er Jahre – Nadelfilzen (Vereinigte Staaten)[42]

## Kultur- und Sozialgeschichte

### Altertum

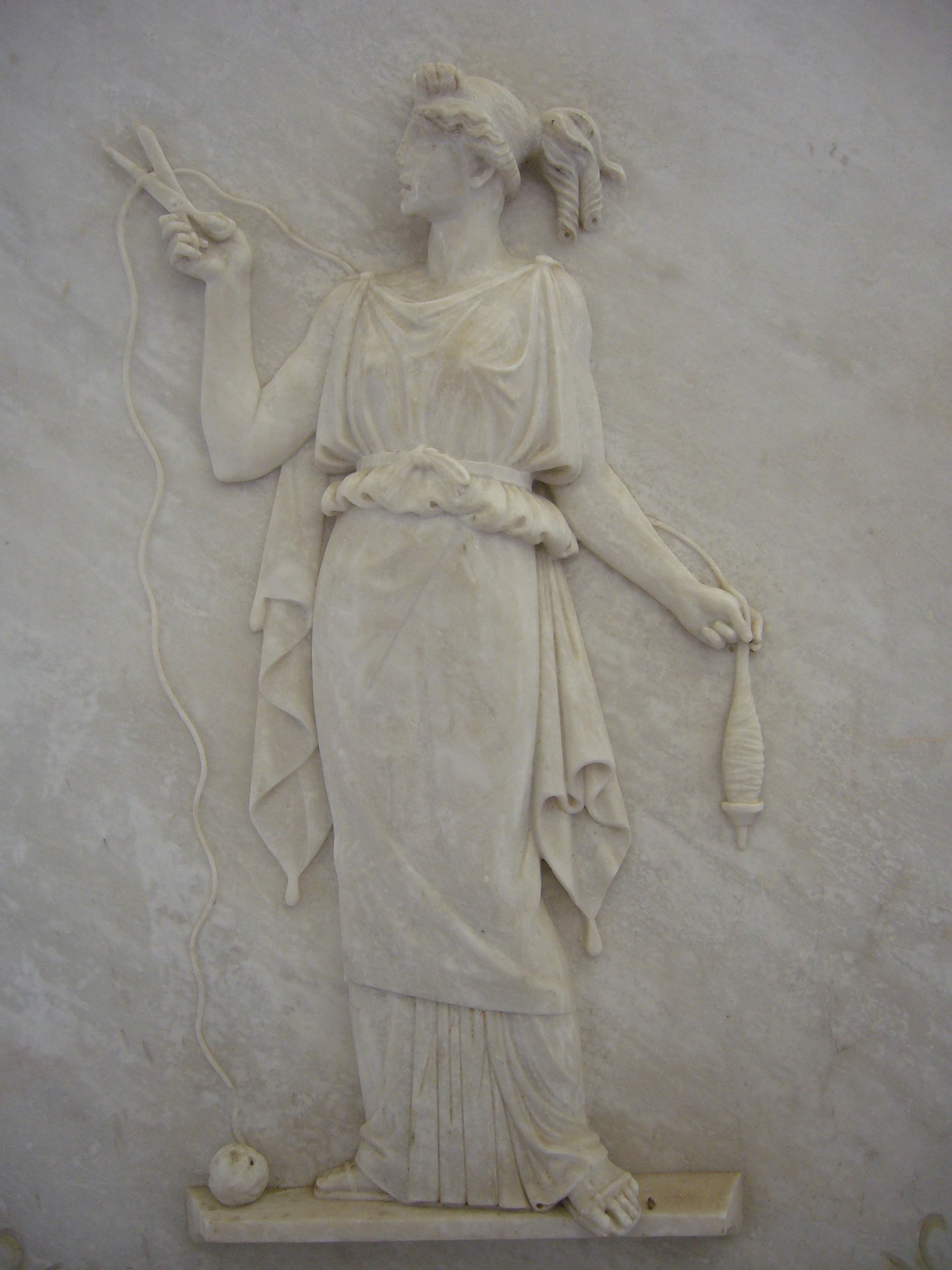
Die Moira Atropos, eine griechische Schicksalsgöttin, zerschneidet den Lebensfaden, den ihre Schwester Klotho gesponnen hat.

In Griechenland, besonders in Athen, zählten Spinnen und Weben zu wichtigen Beschäftigungen der meisten Frauen und spielten bereits eine zentrale Rolle beim zeitgenössischen Verständnis von „Weiblichkeit“. Wichtige Göttinnen (Athene, Aphrodite, Klotho, Kirke, Kalypso) und andere mythologische weibliche Figuren (Penelope, Arachne, Klytaimnestra) waren als Spinnerinnen und Weberinnen charakterisiert. Auch in der zeitgenössischen Philosophie, Geschichtsschreibung und Literatur werden weibliches Spinnen und Weben immer wieder erwähnt. Erworben wurden diese Fähigkeiten im häuslichen Unterricht durch die Mutter. Besondere Bedingungen herrschten in Sparta, wo zeitweilig große Zahlen von messenischen Kriegsgefangenen zur Verfügung standen, die als Sklaven u. a. die einheimischen Frauen vom Spinnen und Weben entlasteten.
Auch die römischen Frauen verbrachten einen Großteil ihrer Zeit mit Spinnen und Weben, das in Rom nicht minder ein Symbol für Weiblichkeit war als in Athen.
Im Neuen Testament (Lutherbibel) ist vom Spinnen im Kontext der Gleichnisse Christi zum „Schätzesammeln und Sorgen“ die Rede: „Und warum sorget ihr für die Kleidung? Schaut die Lilien auf dem Felde, wie sie wachsen: sie arbeiten nicht, auch spinnen sie nicht.“ (Matthäus 6,28 ) Bereits im Alten Testament wird das Weben (bei Luther: „wirken“; z. B. 2. Mose 39,2 , 2. Könige 23,7 ) und das Sticken (2. Mose 35,35 ) erwähnt.

### Mittelalter und Renaissance
Im europäischen Mittelalter wurden textile Handarbeiten in Klöstern gepflegt, wo sie für liturgische Zwecke (u. a. für Priestergewänder) verwendet wurden. So wurden im englischen Durham in einem Grab hochwertige von Benediktinermönchen gefertigte Stickereien gefunden, die auf den Zeitraum zwischen 905 und 931 datiert werden konnten. Ein Zentrum der mittelalterlichen Stickkunst war während der ganzen Zeit der Romanik (900–1250) das Byzantinische Reich, wobei die höchste Entwicklung in Palermo erreicht wurde. Bis zum Ausgang des 16. Jahrhunderts war dann Italien – mit Rom, als Sitz des westkirchlichen Oberhauptes – das Land der Stickereikunst.
Zu einer Volkskunst entwickelte sich in Deutschland im Hochmittelalter die Weißstickerei. Im Mittelalter arbeiteten Sticker häufig mit Malern zusammen, die für die Stickarbeiten die Vorlagen lieferten, oder ließen sich von den Arbeiten bedeutender Maler (Holbein, Cranach, Dürer) inspirieren. Das Sticken wurde im Mittelalter nicht nur an den Klöstern und als Liebhaberei, sondern auch professionell betrieben. So ist die erste Stickerzunft im 13. Jahrhundert in Paris nachgewiesen, deren Mitglieder außer für kirchliche Auftraggeber vor allem für wohlhabende Bürger, aber auch für Königs- und Fürstenhäuser tätig waren. In Köln war 1470 Johann von Bornheim Zunftmeister der Sticker. Gut zahlende und kulturell aufgeschlossene Auftraggeber sowie Fortschritte in der Textiltechnik führten im Spätmittelalter zu einer Blütezeit der Stickereikunst. Zu den namhaftesten Liebhabern und Förderern der Stickereikunst der Renaissance zählen Caterina de’ Medici, Elisabeth I. und Maria Stuart.

### Vereinigtes Königreich
Textile Handarbeiten bildeten in den bürgerlichen Gesellschaften der Westlichen Welt seit dem 18. Jahrhundert einen festen Bestandteil der Mädchenbildung. In England beispielsweise erlernten Mädchen das Handarbeiten bereits in jungen Jahren, wobei die Anwendung rein dekorativer Techniken Töchtern aus wohlhabenden Familien vorbehalten war. Das erste Mustertuch ist in England im Jahr 1598 belegt. Von den 1760er Jahren an wurden in Irland, Schottland und England Handarbeitsschulen (needlework schools) für arme Kinder eingerichtet. Die erste davon war eine Einrichtung der Royal Dublin Society, weitere Organisationen folgten dem Vorbild. Daraus entstand ein ganzes Verlagssystem, das die stark gestiegene Nachfrage des Marktes nach Stickerei, Weißstickerei, Tambourstickerei, Häkel- und Strickarbeiten deckte. Die englische Kleinstadt Coggeshall wurde nach 1812 ein Zentrum für feine Kettenstich-Tambourstickarbeiten, die zwischen 1829 und 1910 insbesondere für Brautschleier nachgefragt waren. Im 19. Jahrhundert führte die Einrichtung der Industrieschulen (industrial schools; nachgewiesen seit 1841, gesetzlich geregelt seit 1857), deren pädagogische Mission es war, das Kriminellwerden verhaltensauffälliger Jugendlicher zu verhüten, im britischen Erziehungswesen zu einer Geschlechtersegregation, wie sie im 18. Jahrhundert noch nicht in diesem Maße existiert hatte. Doch beklagte der britische Mathematiker und Lehrer James Booth bereits 1855, dass Mädchen an diesen Schulen nichts anderes als textile Handarbeiten erlernten – eine Tätigkeit, die notorisch dafür sei, dass sie Frauen nur einen Hungerlohn einbrachte. In London wurde 1872 die Royal School of Needlework gegründet, die seit 1875 unter der Schirmherrschaft von Königin Victoria stand und es sich zur Aufgabe gesetzt hatte, die Handstickerei zu fördern.

### Britische Kolonien
Im Neuengland der Kolonialzeit erlernten beide Geschlechter das Lesen; während die Jungen auch Schreibunterricht hatten, erhielten die Mädchen jedoch nur Unterricht im textilen Handarbeiten und hatten kaum andere Gelegenheit, selbst Buchstaben hervorzubringen, als beim Sticken von Mustertüchern. Mustertücher wurden im Vereinigten Königreich und in den Vereinigten Staaten von Mädchen in großem Umfang auch als Landkarten angefertigt, wenn ihnen Geografiekenntnisse vermittelt werden sollten. Auch in Britisch-Indien standen textile Handarbeiten im Mittelpunkt der Ausbildung, die die britischen Kolonialherren sowohl für junge Inderinnen als auch für arme britische Mädchen vorsahen. In Indien hatte auch traditionell die Auffassung geherrscht, dass die weibliche Bildung sich auf grundlegendes Lesen, Schreiben, Rechnen und Englisch sowie textile Handarbeiten beschränken sollte. Die sri-lankische Anthropologin Malathi de Alwis, die sich 1997 mit Internaten im kolonialen Ceylon beschäftigt hat, urteilte in diesem Zusammenhang: „Nähen spielte eine grundlegende Rolle in der Formung christlicher Frauen, in der Konstruktion einer bestimmten moralischen Haltung. Es war eine Praxis, die auf Reinlichkeit, Ordentlichkeit, Konzentration, Geduld und Genauigkeit pochte.“ Auch in anderen Kolonien, wie etwa der Goldküste, betrieben die Briten Schulen, in denen Mädchen neben hauswirtschaftlichen Grundkenntnissen vor allem Fähigkeiten in Nadelarbeiten erwarben.

### Deutscher Sprachraum

#### Vom Mittelalter bis zum 18. Jahrhundert
Im deutschen Sprachraum kannte das Gemeine Recht ein „Nadelgeld“ (auch Spillgeld), das einer Ehefrau von Seiten ihres Mannes zustand und von dem sie ohne Rücksprache mit ihm kleinere Einkäufe tätigen konnte. Die Verantwortung dafür, dass Mädchen das textile Handarbeiten erlernten, lag traditionell in den Familien. Seit dem 16. Jahrhundert leisteten die Nonnenklöster wichtige Beiträge zur außerhäuslichen Erziehung von Mädchen, insbesondere der Töchter des Adels und des wohlhabenden Bürgertums, wobei textile Handarbeiten eine zentrale Rolle spielten. Neben grundlegenden Textiltechniken, wie dem Spinnen und Weben, wurden hier – mit dem Ziel einer praktisch-ästhetischen Bildung und einer Disziplinierung der Mädchen, sowie als Standesausdruck – auch feine Handarbeiten gelehrt, mit denen die Kleidung verziert und das Haus wohnlich gestaltet werden konnte. Ebenfalls im 16. Jahrhundert entstanden darüber hinaus Strickschulen, denen in der zweiten Hälfte des 18. Jahrhunderts wiederum Industrieschulen folgten. Die Industrieschulen waren vom Geist der Aufklärung geprägt, sollten der Armut entgegenwirken und zielten darum darauf, die Töchter der Armen zu befähigen, zum Unterhalt ihrer Familie beizutragen.

#### 19. Jahrhundert: Schulisches Handarbeiten
Unter dem Einfluss des Neuhumanismus wiederum, der Mädchen in ihrer Rolle als künftige Hausfrauen zu fördern suchte, entstand vom späten 18. Jahrhundert an in deutschsprachigen Ländern ein selbstständiges schulisches Unterrichtsfach, in dem Mädchen Textiltechniken gelehrt wurden, sei es als Grundlage einer Berufsausbildung, sei es für den häuslichen Gebrauch. An den fränkischen Schulen etwa wurde obligatorischer weiblicher Handarbeitsunterricht per herzoglichem Dekret in den Jahren 1790 und 1792 eingeführt.
Wie aus einer Schweizer Quelle aus dem Jahre 1861 hervorgeht, wurde der „Nutzen der weiblichen Handarbeit“, außer „von ihrer unerlässlichen Nothwendigkeit im Haus“, darin gesehen, dass der damit verbundene Unterricht „dem Weibe die ihm so nothwendige Achtsamkeit auf das Kleine und Kleinliche“ verschaffe. „Das Erlernen der Handarbeiten und ihre Uebung ist eine eigene Lehrschule der Weiblichkeit. […] Wie sehr diese Beschäftigungen geeignet sind, dem Mädchen eine angemessene Richtung auf seine künftige Bestimmung zu geben, ist klar.“ In einer Münchner Quelle aus dem Jahre 1897 wurde das textile Handarbeiten als vorrangiges Erziehungsmittel für sämtliche Ziele der weiblichen Erziehung gepriesen: von der praktischen Vorbereitung auf die Hausfrauenaufgaben über die Einübung von „Ordnung und Reinlichkeit“, „Arbeitsfreudigkeit und Ausdauer“ bis hin zur „Pflege des Schönheitssinnes und des guten Geschmackes“. Dabei wurde die Frage, ob viel Handarbeitsunterricht an den höheren Mädchenschulen angemessen sei, auch im späten 19. Jahrhundert schon kontrovers diskutiert.
In Preußen galt 1860, dass an den Elementarschulen Mädchen vom 9. Lebensjahr an wöchentlich vier Stunden textilen Handarbeitsunterricht erhalten sollten. Dabei war dieser Unterricht auf „nothwendige“ Handarbeiten beschränkt, namentlich das Stricken von Strümpfen, das Anfertigen von Wäsche und das Ausbessern bzw. Stopfen von Wäsche und Kleidungsstücken. Die „sogenannten feineren weiblichen Handarbeiten“ (Häkeln, Sticken usw.) durften an den Volksschulen nicht gelehrt werden. An einigen städtischen Mädchenschulen dagegen waren explizit auch „feinere Arbeiten“, wie „das Sticken am Tuch und Weißstickereien“ Teil des Lehrplans.
In Österreich wurde eine Pflicht der Volks- und Bürgerschulen, Mädchen textilen Handarbeitsunterricht zu erteilen, 1870 eingeführt. Bestätigt wurde die Verbindlichkeit des weiblichen Handarbeitsunterrichts an den preußischen Volksschulen durch die 1872 in Kraft getretenen Allgemeinen Bestimmungen; ähnliche Regelungen existieren zu diesem Zeitpunkt u. a. auch für die Volksschulen in Bayern, Württemberg, Sachsen, Baden, Hessen, Mecklenburg-Schwerin, Gotha und Oldenburg. In Wien bestanden im ausgehenden 19. Jahrhundert nach Geschlechtern getrennte „Beschäftigungsanstalten“ (auch „Arbeitsschulen“) privater Träger (gemeinnützige Vereine, geistliche Frauenorden), mit denen die Beaufsichtigungslücken geschlossen werden sollten, die sich für (arme) Kinder erwerbstätiger Eltern täglich nach Schulschluss ergaben. Mädchen wurden hier hauptsächlich mit textilen Handarbeiten beschäftigt.
In einer britischen Quelle aus dem Jahre 1878 heißt es, dass in Deutschland – anders als in England und Wales – alle weiblichen Dienstboten aufgrund des Besuchs von Nähschulen versierte Textilhandarbeiterinnen seien und dass die dortigen Arbeitgeber von ihren Hausangestellten insbesondere die Fähigkeit zum Reparieren von Kleidung selbstverständlich erwarten. 1885 hieß es in einer staatlichen amerikanischen Quelle anerkennend, dass in deutschen, österreichischen und französischen Schulen textile Handarbeiten für Mädchen von der Grundschule an allgegenwärtig sei, selbst in Fächern, die mit textilem Werkunterricht eigentlich gar nichts zu tun haben. Die Absolventinnen weiterbildender Schulen in Deutschland haben, so hieß es weiter, hohe Fertigkeiten u. a. im Nähen, Stricken und Sticken. 1909 hieß es in einer preußischen Richtlinie zur Ausbildung von Handarbeitslehrerinnen, diese sollen an „Volks-, Mittel- und höheren Mädchenschulen in den im Haushalt üblichen Handarbeiten, sowie in der Anfertigung und Ausbesserung einfacher [Hervorhebung im Originaltext] Wäsche und Kleidungsstücke“ unterrichten. „Verzierungsarbeiten“ seien „nur an Gebrauchsgegenständen zu üben.“
Es gibt zahlreiche Hinweise darauf, dass – zeit- und kulturübergreifend – viele Mädchen dem textilen Handarbeitsunterricht nicht abgeneigt waren und gern daran teilnahmen.
Im ausgehenden 19. Jahrhundert wurde der Nutzen des weiblichen Handarbeitsunterrichtes zunehmend in Frage gestellt, wobei die Faktoren die fortschreitende technische Entwicklung der Textilindustrie, die verbesserte Mädchenbildung im Allgemeinen und ein wachsendes Gesundheitsbewusstsein waren; vielfach wurde gefordert, die zum Stillsitzen zwingende, die Augen überfordernde Handarbeiten zu reduzieren oder durch Sportunterricht ganz zu ersetzen.

#### 20. Jahrhundert
Im frühen 20. Jahrhundert wurden unter dem Einfluss der Reformpädagogik im Handarbeitsunterricht verstärkt auch neue erzieherischen Möglichkeiten entdeckt, insbesondere die der Weckung schöpferischer Kräfte.
Im Ersten Weltkrieg und im Nationalsozialismus erhielt das Handarbeiten politische Bedeutung insofern, als Mädchen nun immer wieder dazu angehalten wurden, statt für den eigenen Bedarf in erheblichem Umfang z. B. für die Frontsoldaten oder für karitative Zwecke im Kontext der Volksgemeinschaft zu stricken und zu nähen.
In der DDR war von 1959 bis 1971 das Fach Nadelarbeit für alle Schüler der 3. und 4. Klassenstufe verbindlich; danach wurde es, bis zur Wiedervereinigung, in der 4. und 5. Klasse fakultativ angeboten.

#### Seit den 1970er Jahren: Rückbau des Handarbeitsunterrichts
Von den frühen 1970er Jahren an wurde in der Bundesrepublik Deutschland die Trennung von weiblichem Handarbeits- und männlichem Werkunterricht nach und nach abgebaut. Gleichzeitig mit der Geschlechtertrennung wurde dabei aber auch der textile Handarbeitsunterricht als solcher zurückgebaut. So existierte im Jahre 2021 ein dem textilen Handarbeitsunterricht entsprechendes selbstständiges Unterrichtsfach in Deutschland nur noch in Niedersachsen („Textiles Gestalten“) und Schleswig-Holstein („Textillehre“):
| Bundesland             | Situation des textilen Handarbeitsunterrichts |
| ---------------------- | --- |
| Baden-Württemberg      | Bildende Kunst und Textiles Werken wurden 1993 noch als separate Unterrichtsfächer ausgewiesen, praktisch aber oft schon zusammengelegt. 2004 erfolgte auch offiziell eine Zusammenlegung der Fächer Bildende Kunst, Textiles Werken, Musik und Sachunterricht zu einem Fächerverbund (Mensch, Natur und Kultur). Weil sich dies als nicht praktikabel erwies, wurden die Fächer Musik und Sachunterricht später wieder verselbstständigt; Bildende Kunst und Textiles Werken blieben jedoch vereinigt und erhielten schließlich die Bezeichnung „Kunst/Werken“. Das baden-württembergische Bildungsministerium sieht keinen Grund, das Arbeiten mit textilen Materialien im Lehrplan von der Arbeit mit anderen Materialien zu differenzieren. Die Leitperspektiven bei der Beschäftigung mit Textilien liegen an den baden-württembergischen Schulen in den Bereichen Verbraucherbildung, Medienbildung, Berufsorientierung, Prävention und Gesundheit, Bildung für Toleranz und Akzeptanz von Vielfalt, sowie Bildung für nachhaltige Entwicklung. |
| Bayern                 | Der Lernbereich „textiles Gestalten“ wird im Rahmen des Unterrichtsfachs „Werken und Gestalten“ behandelt, der in vier Bereiche gegliedert ist: Gestaltungselemente und Gestaltungsprinzipien; Materialien; Arbeitstechniken und Arbeitsabläufe; Kulturelle Zusammenhänge. Konkret findet dabei auch eine Beschäftigung mit Techniken wie Weben, Sticken, Applizieren, Flechten, Häkeln und Stricken statt. |
| Berlin                 | In Berlin und Brandenburg wird in den Klassenstufen 7–10 ein Wahlfach „Kleidung und Mode/Textilverarbeitung“ angeboten. |
| Brandenburg            | In Berlin und Brandenburg wird in den Klassenstufen 7–10 ein Wahlfach „Kleidung und Mode/Textilverarbeitung“ angeboten. |
| Bremen                 | Von 1983 bis 2001 existierte ein Lehrplan Textiles Gestalten, der 2002 durch den Rahmenplan für die Grundschule abgelöst wurde. In diesem Rahmenlehrplan sind die Lernbereiche Textilarbeit und Technisches Werken in den Sachunterricht integriert. Der letztere wiederum soll den Lernbereich WAT (Wirtschaft – Arbeit – Technik) in der Sekundarstufe 1 vorbereiten; auch dieser umfasst einen Lernbereich Textiles Gestalten. |
| Hamburg                | Der Hamburger Grundschullehrplan sieht im Kontext des Themenbereichs „Individuelle Berufsorientierung“ die „Planung und Herstellung kleinerer Produkte im Klassenraum oder in Schulwerkstätten (aus Holz, Papier, Ton, Textilien, Recyclingmaterial, oder Lebensmitteln)“ vor, nennt aber kein spezifisches Unterrichtsfach, in das diese Aktivitäten integriert werden sollen. |
| Hessen                 | An Haupt- und Realschulen wird der Lernbereich im Rahmen des Fachs Kunst angeboten. |
| Mecklenburg-Vorpommern | Der Lernbereich wird den Unterrichtsfächern Werken und Kunst zugeordnet. |
| Niedersachsen          | In Niedersachsen gibt es ein selbstständiges Unterrichtsfach „Textiles Gestalten“. Darin soll Wissen über komplexe Sachverhalte – wie soziale, kulturelle, ästhetische, ökologische und technologische Entwicklungen – vermittelt werden, und darüber hinaus auch handwerkliche und künstlerische Fertigkeiten. |
| Nordrhein-Westfalen    | Der Lernbereich wird laut Lehrplan im Rahmen des Schulfaches Kunst behandelt. Schwerpunkte sind dabei das Erproben von Materialien, Techniken und Werkzeugen, das zielgerichtete Gestalten und das Präsentieren. Gefördert werden sollen das ästhetische Empfinden und das technische Können. |
| Rheinland-Pfalz        | Bildende Kunst, Textiles Gestalten und Werken wurden 1984 zu einem einzigen Schulfach zusammengefasst. Hintergrund dieser Maßnahme war das Bestreben, die drei Lernbereiche ohne Abwahlmöglichkeit unabhängig vom Geschlecht der Schüler verpflichtend zu machen. |
| Saarland               | Als eigenständiges Unterrichtsfach existierte das Textile Gestalten bis 1971, wurde dann aber als nicht mehr zeitgemäß empfunden und in den Kunstunterricht integriert. |
| Sachsen                | In Sachsen wird das Lerngebiet nur im Rahmen anderer Unterrichtsfächer, etwa dem Werkunterricht, behandelt und auch dort nur am Rande; eine Ausnahme bildet innerhalb des Werkunterrichts der Wahlbereich „Vom Nutzen textiler Werkstoffe“. |
| Sachsen-Anhalt         | In der Grundschule ist das Lerngebiet Teil des Fachs Gestalten und umfasst in diesem Kontext das „Fertigen und Gestalten mit textilen Materialien“. |
| Schleswig-Holstein     | In Schleswig-Holstein existiert ein selbstständiges Unterrichtsfach „Textillehre“. Gerechtfertigt wird dies hier mit dem vielperspektivischen Unterricht, der sich an Textilien anschließen lasse und etwa ökonomische, ökologische, biografische, kulturelle, ästhetische, technische und funktionale Zugänge ermögliche. Außerdem fördere der Unterricht die visuelle Wahrnehmung und die feinmotorischen Fertigkeiten. Während in den 1970er und 1980er Jahren die Anfertigung von Textilien im Vordergrund des Unterrichts stand, wurde in Schleswig-Holstein 1996 eine Wendung ins Multiperspektivische vollzogen. |
| Thüringen              | Der Lernbereich ist in die Unterrichtsfächer Kunsterziehung und Werken integriert. |

Ein wichtiger Faktor, der den Bedeutungsverlust des textilen Handarbeitens vorangetrieben hat, ist die Internationalisierung der Textilproduktion, die in Deutschland insbesondere seit den 1990er Jahren zu einem Exportdefizit und dazu geführt hat, dass aus Schwellenländern in zunehmendem Umfang Billigtextilien importiert werden. Die traditionelle wirtschaftliche Begründung des Handarbeitsunterrichts ist damit obsolet geworden. Ein weiterer Faktor ist die Tendenz des gegenwärtigen deutschen Schulsystems, den Erwerb kognitiv-verbaler Fähigkeiten ganz in den Mittelpunkt zu stellen, während die Vermittlung manuell-praktischer Fertigkeiten vom Bildungsplan generell kaum noch legitimiert wird.
Bachelor-Studiengänge für das Gebiet des textilen Gestaltens existieren derzeit (Stand: 2024) an der Universität Osnabrück, der Universität Paderborn und der TU Dortmund. In Österreich werden entsprechende Studiengänge an der Kunstuniversität Linz, der Kunstuniversität Graz und der Universität für Musik und darstellende Kunst Wien angeboten.

## Werkzeug
Werkzeuge, Vorrichtungen und Maschinen, die historisch und/oder modern bei textilen Handarbeiten verwendet werden (Auswahl):

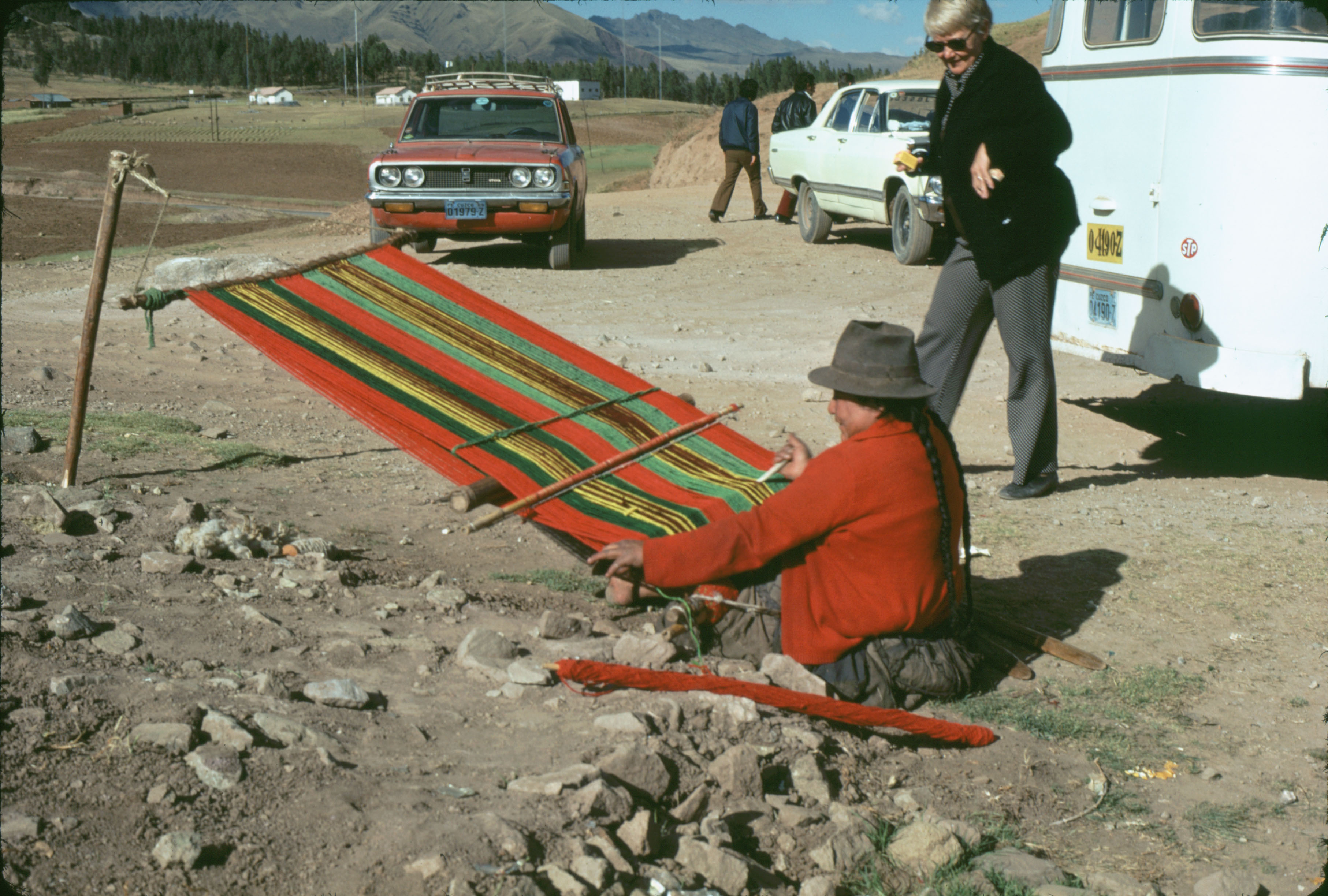
Backstrap-Webvorrichtung (Weben)
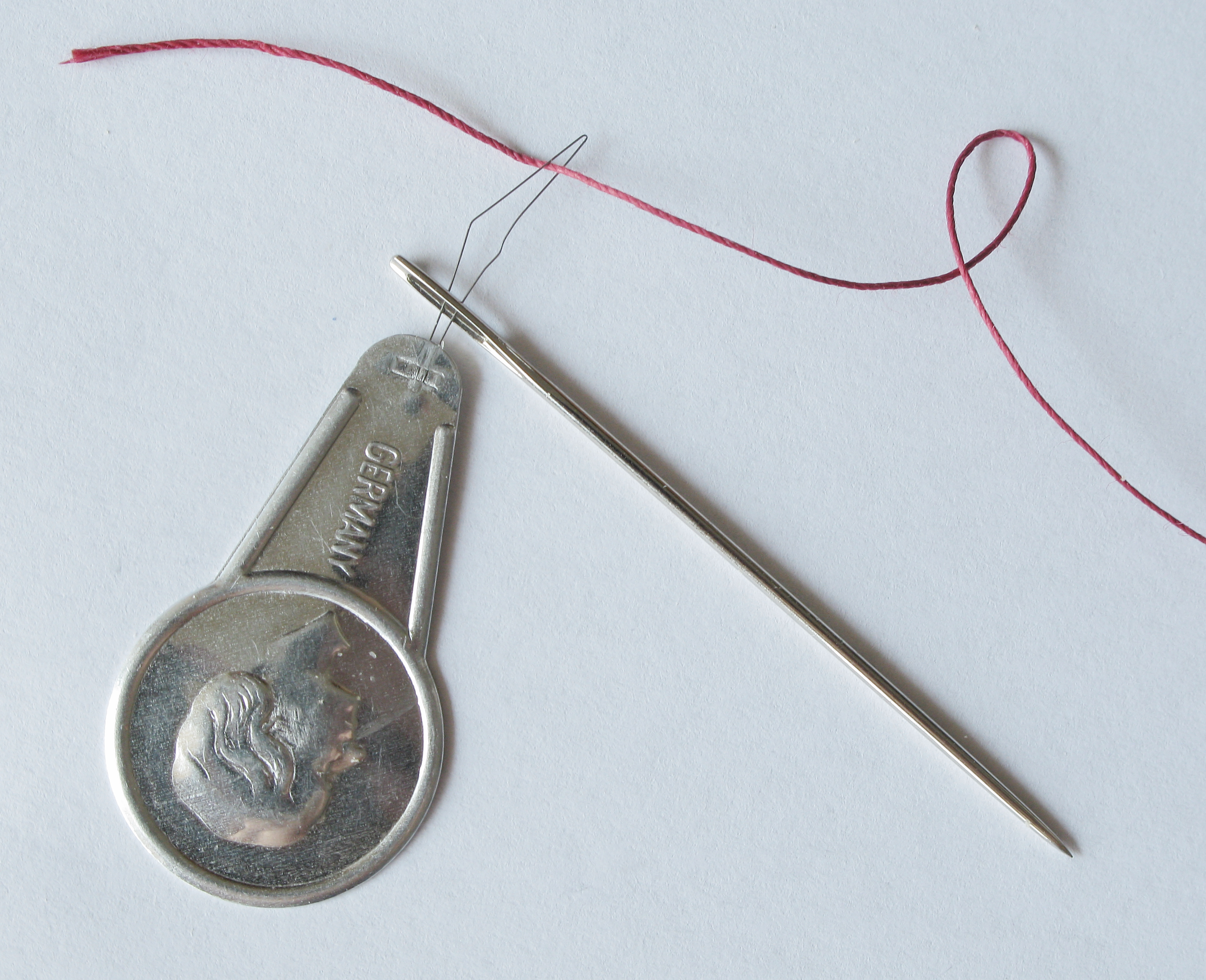
Einfädler (Nähen)
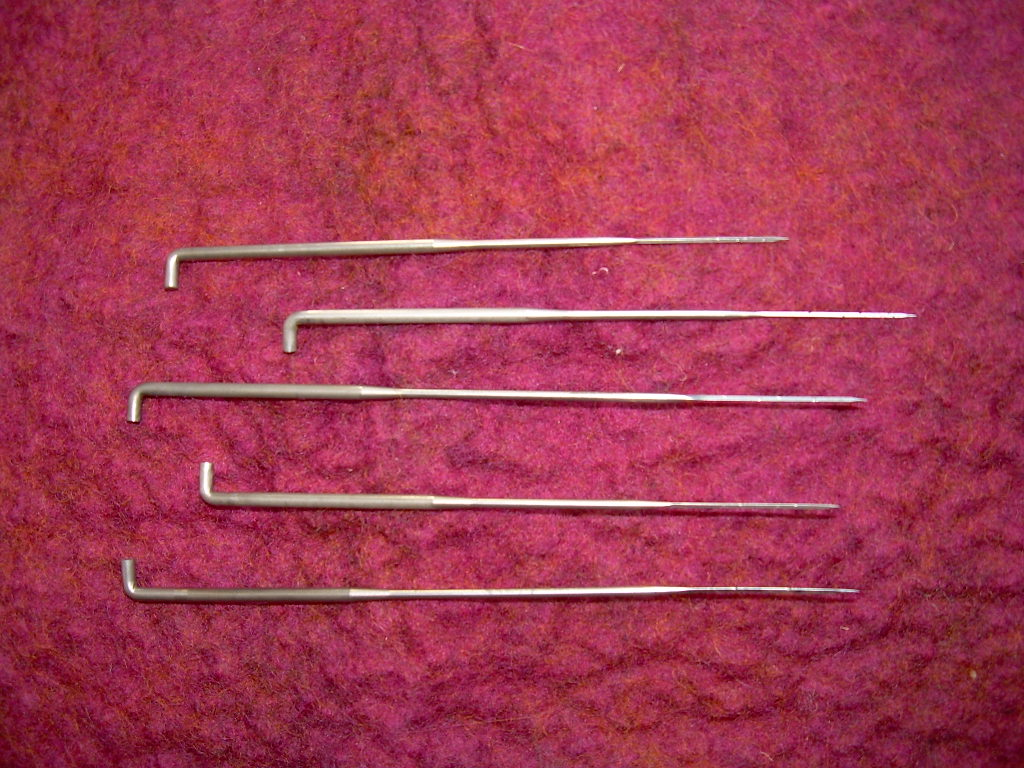
Filznadel (Nadelfilzen)
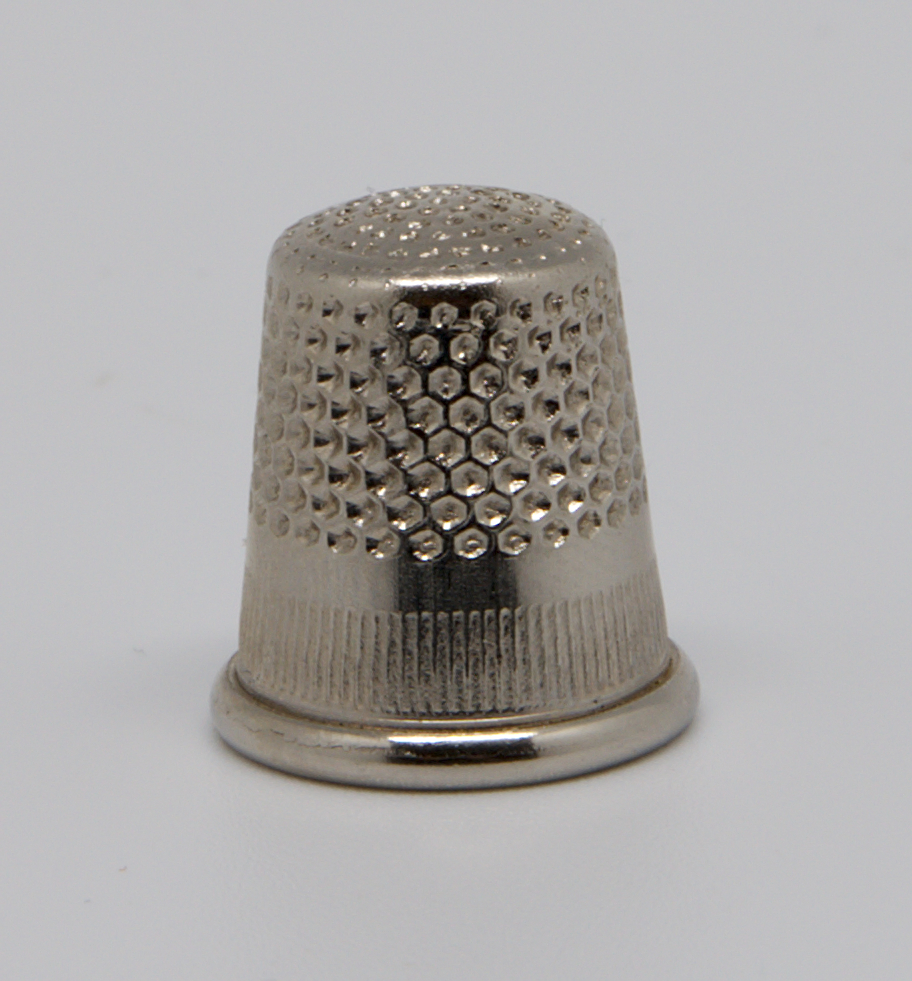
Fingerhut (Nähen)
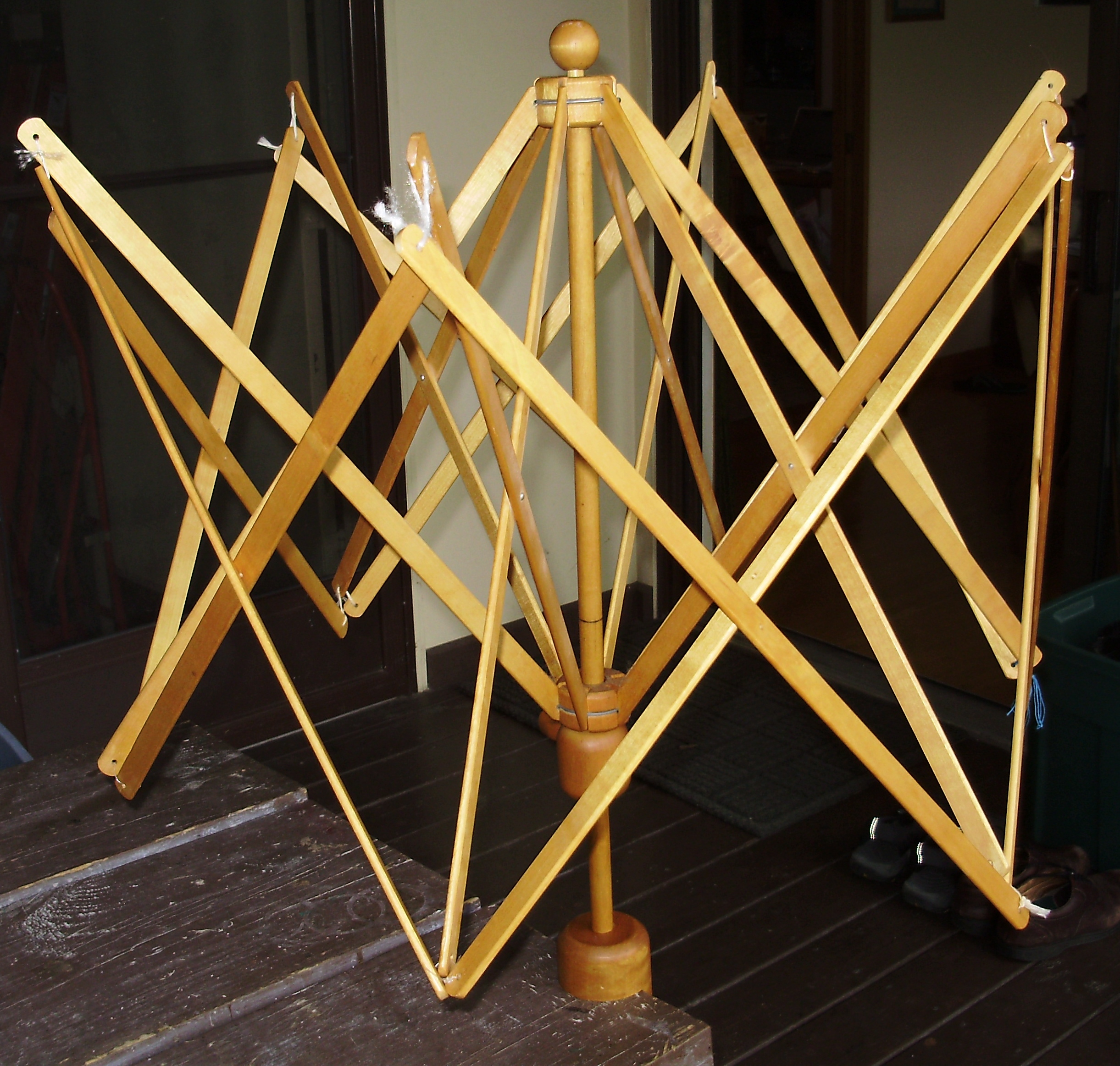
Garnwinde (Handweberei)
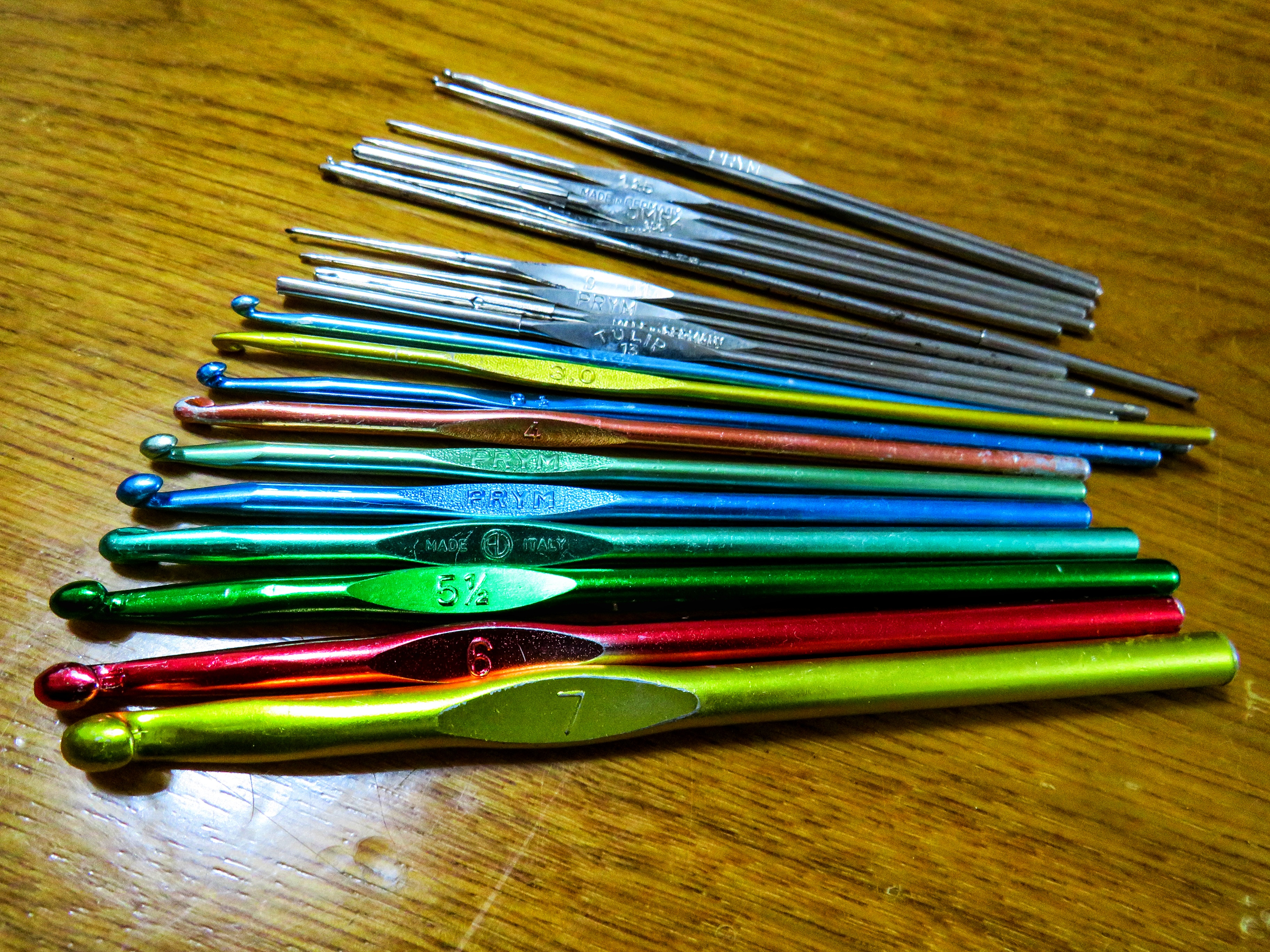
Häkelnadeln (Häkeln)
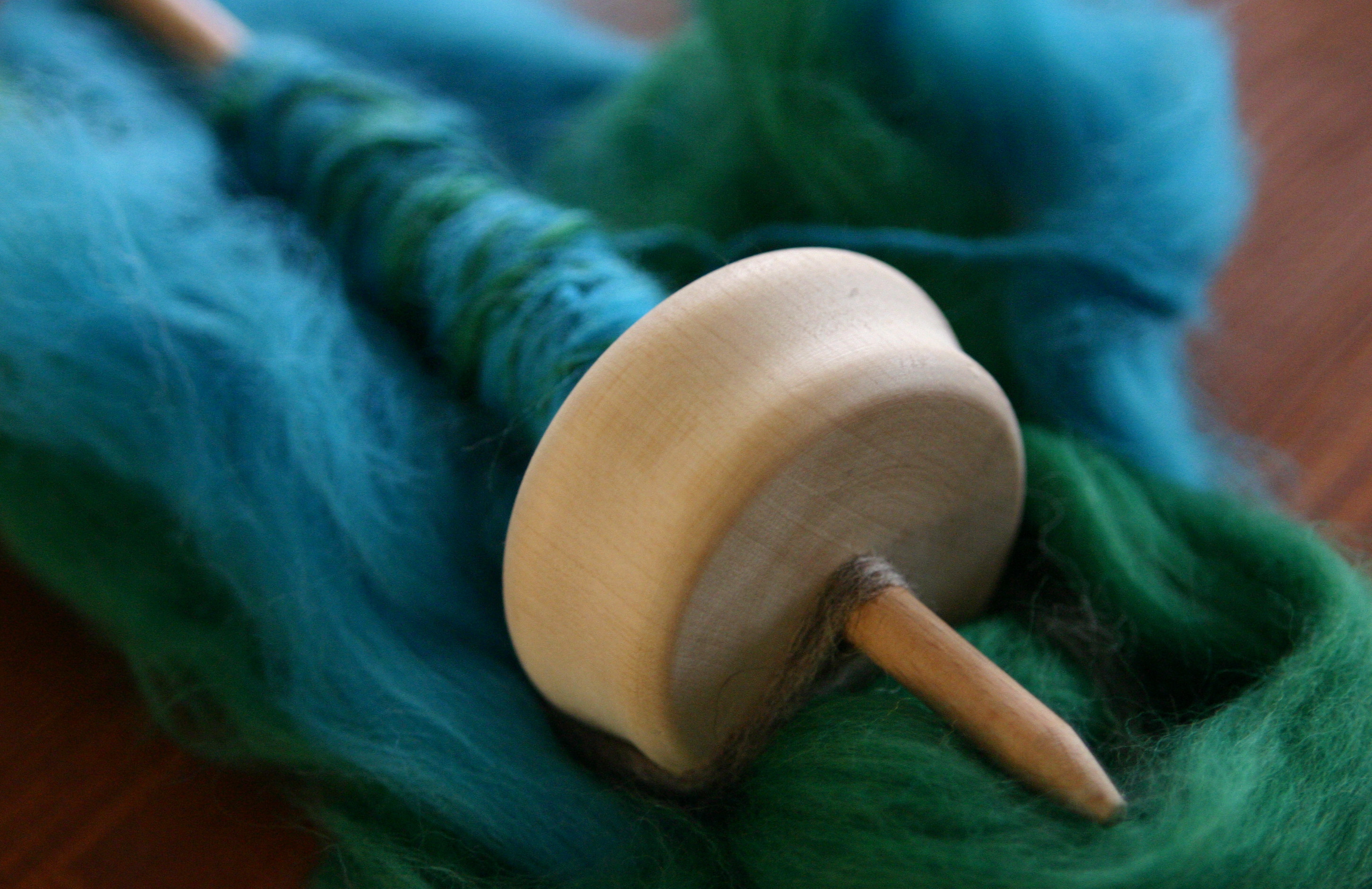
Handspindel (Handspinnen)
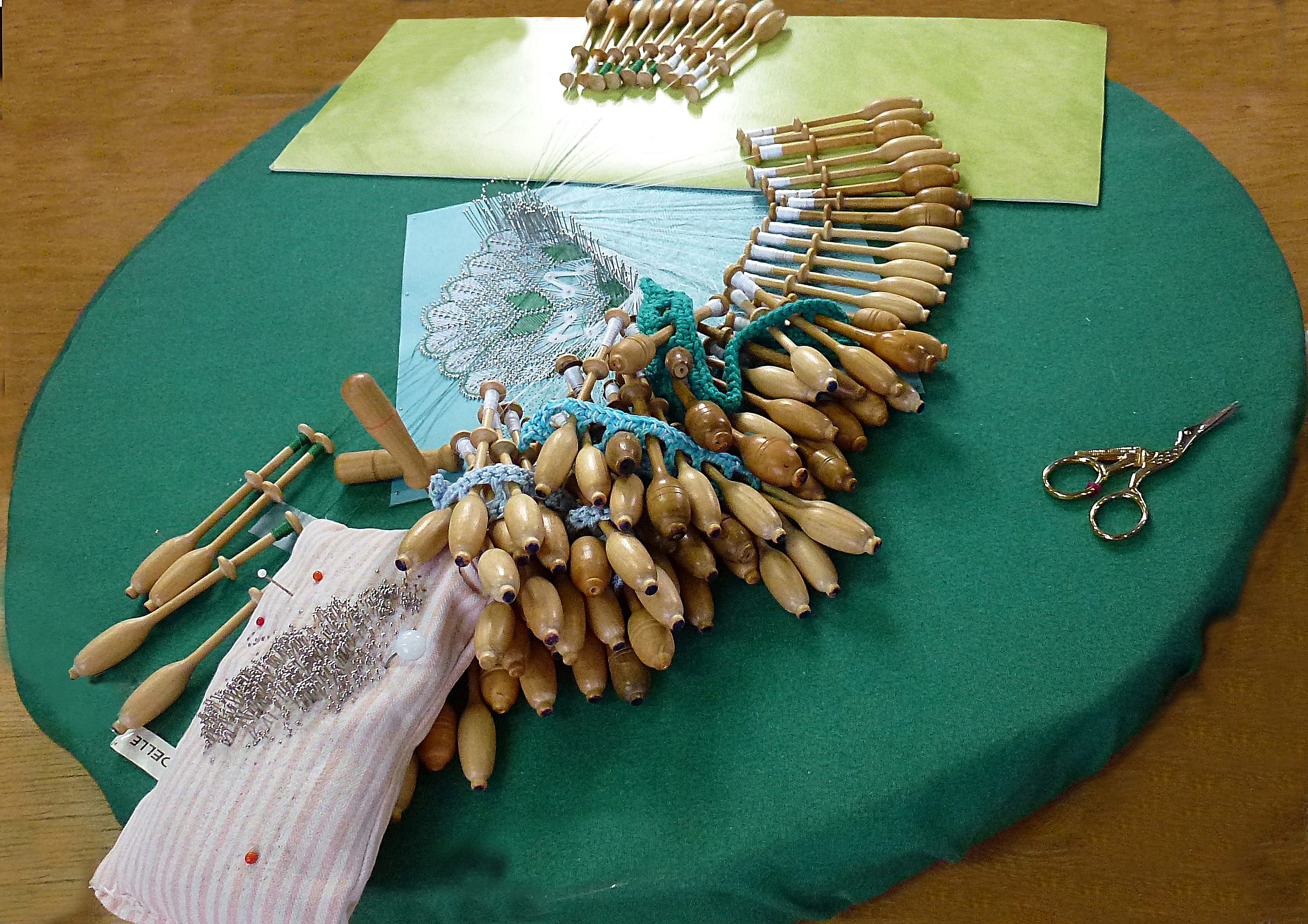
Klöppelkissen mit Klöppeln (Klöppeln)
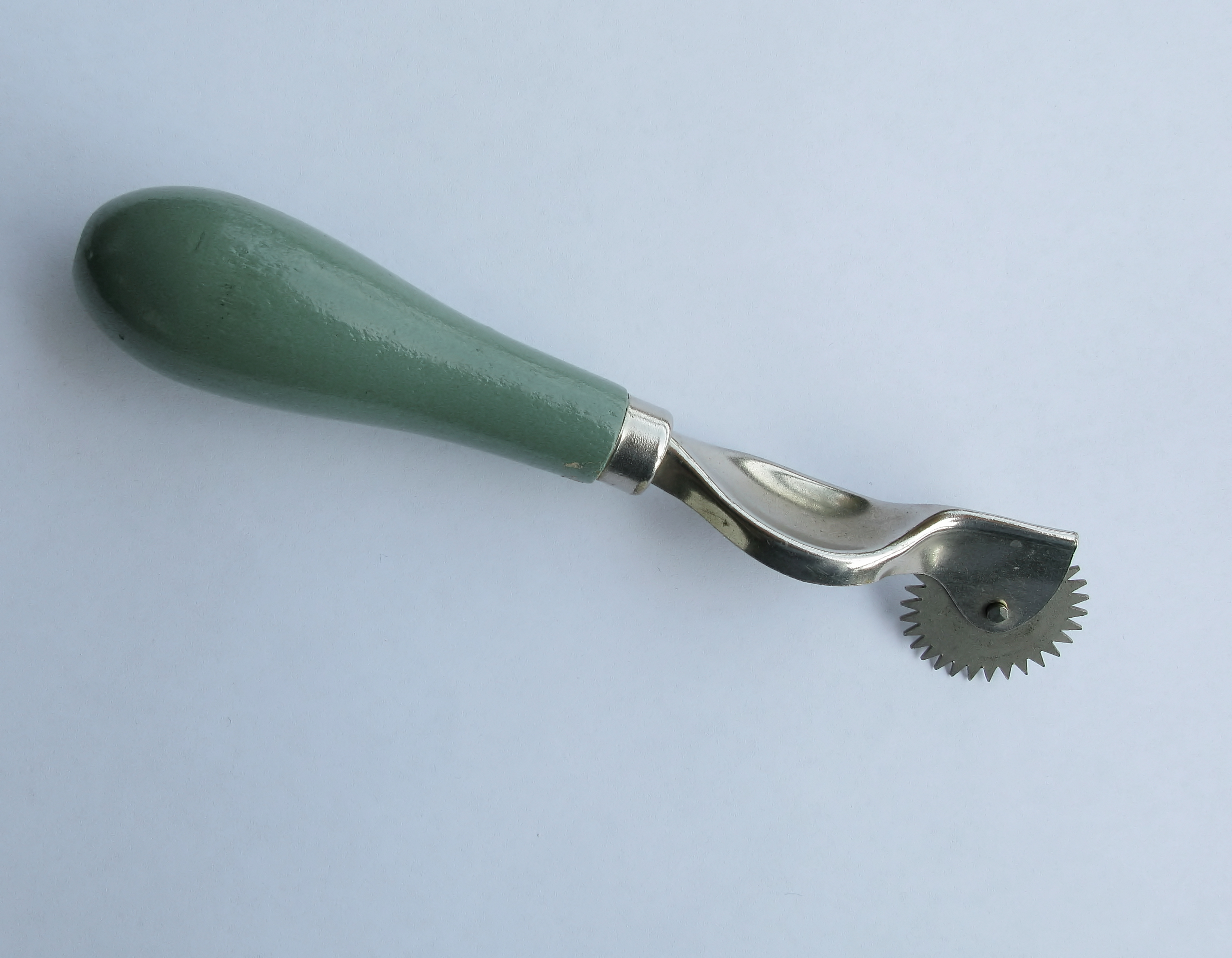
Kopierrad (Nähen, bei Verwendung eines Schnittmusterbogens)
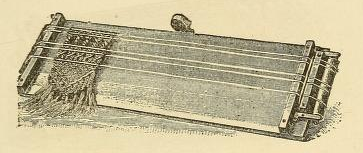
Makrameerahmen (historisch)
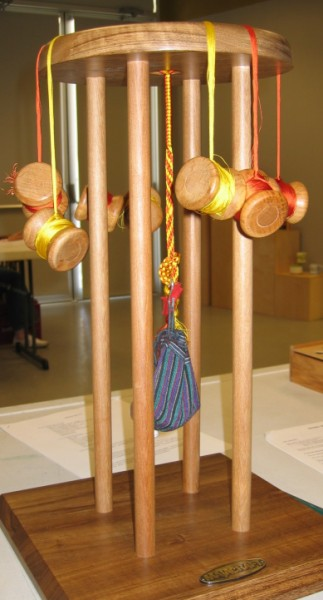
Marudai (Flechten von Kordeln und Bändern)
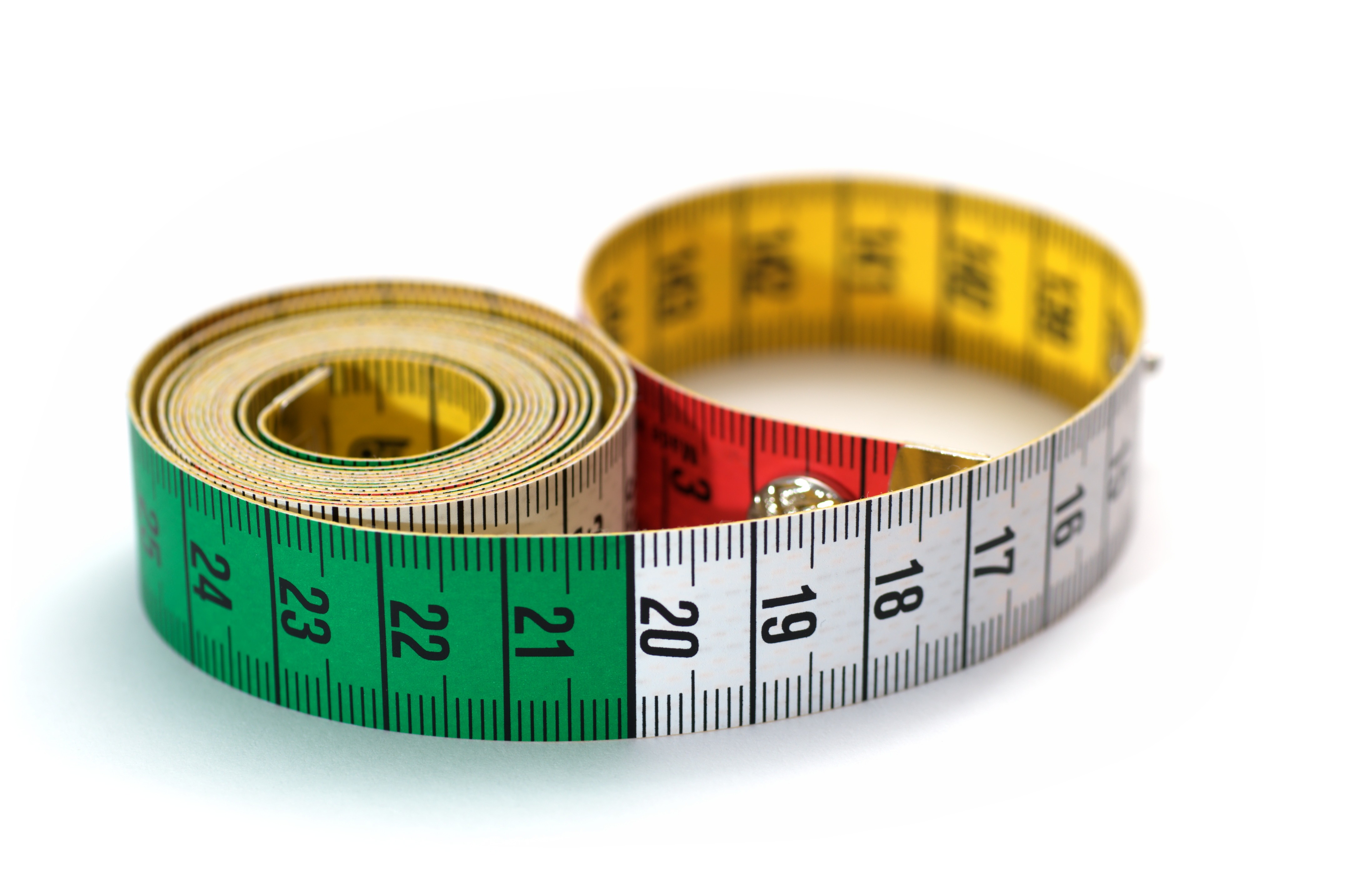
Maßband (alle Textilarbeiten)
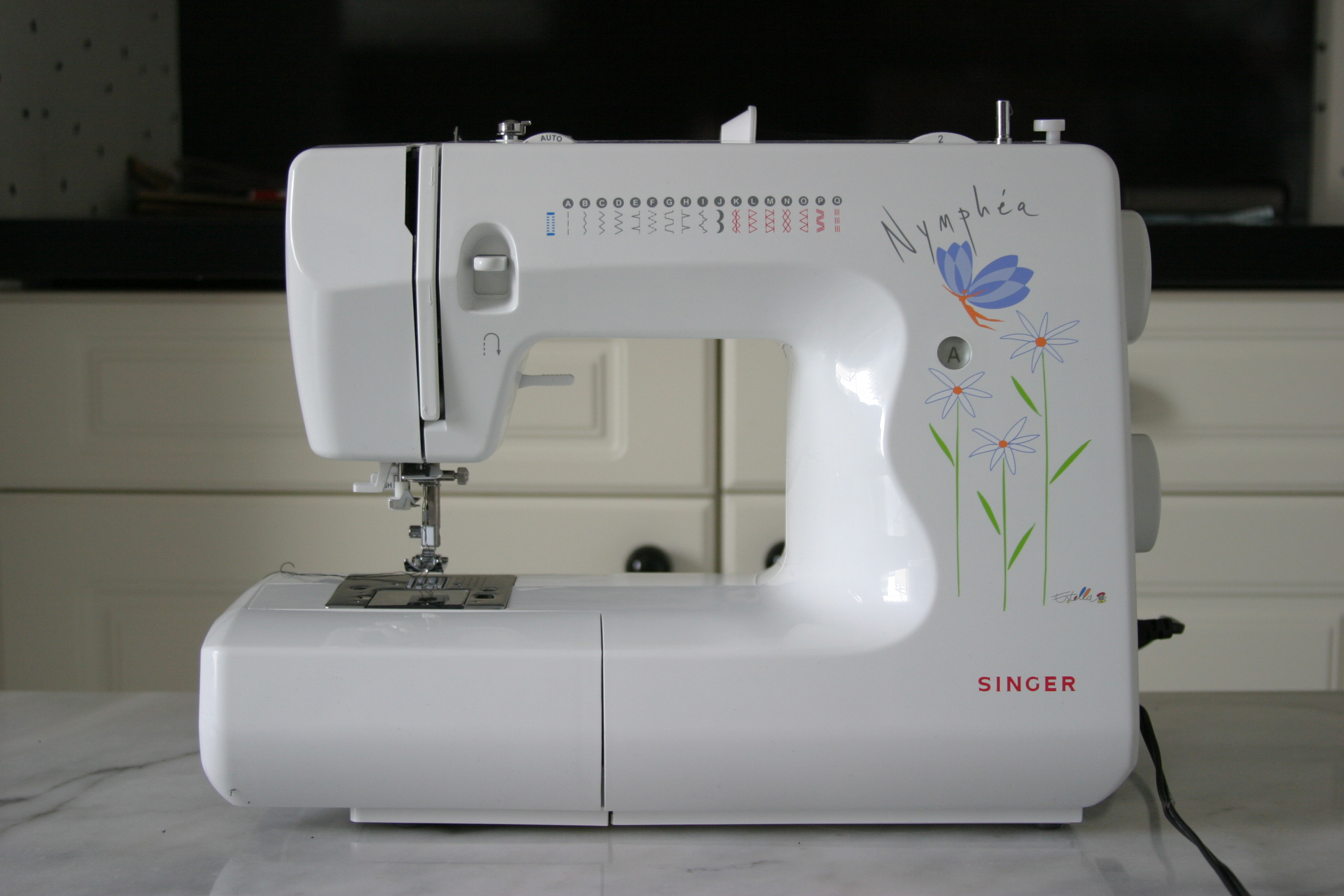
Nähmaschine (Nähen)
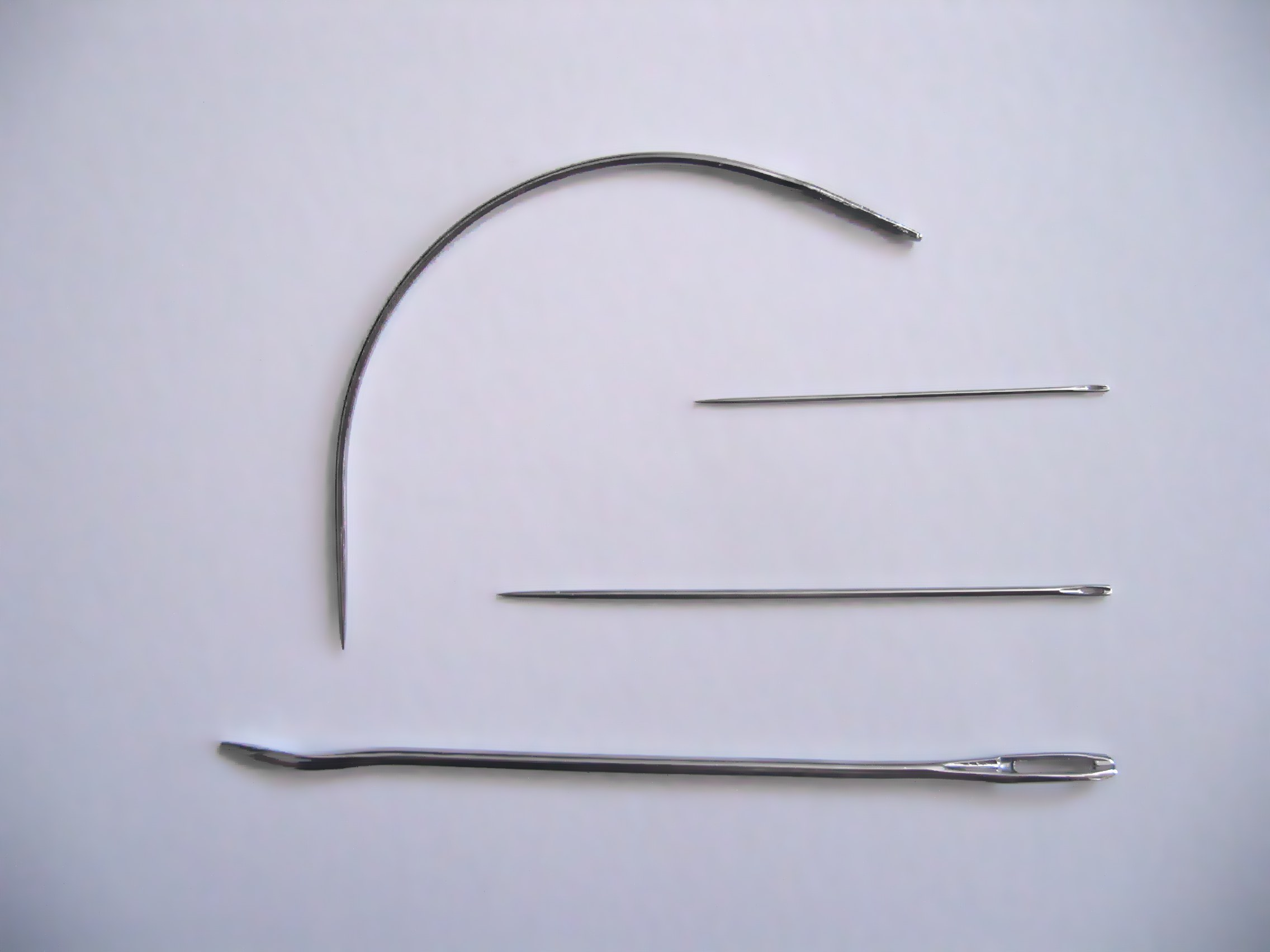
Nähnadeln (Nähen)
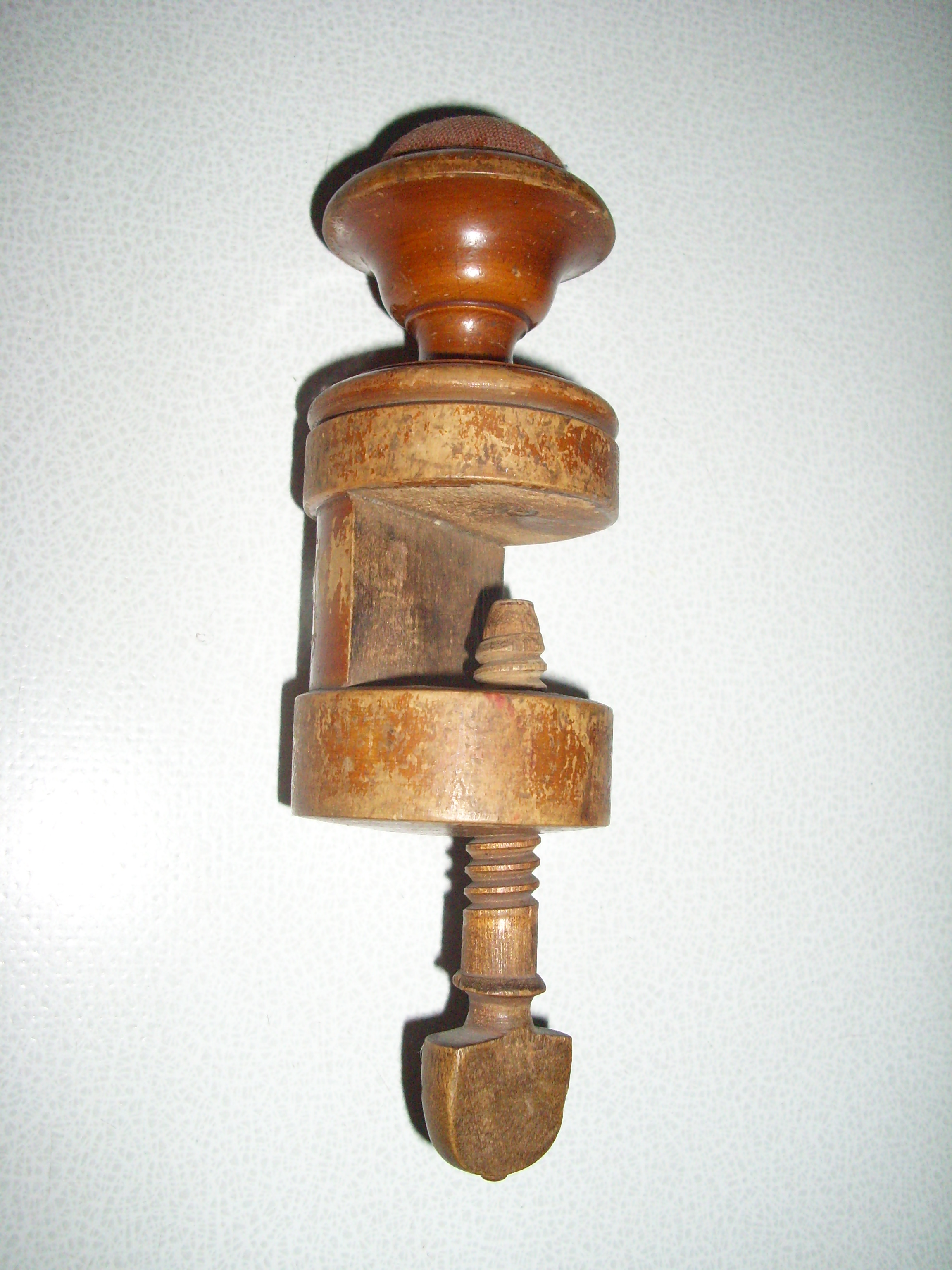
Nähschraube (Nähen; historisch)
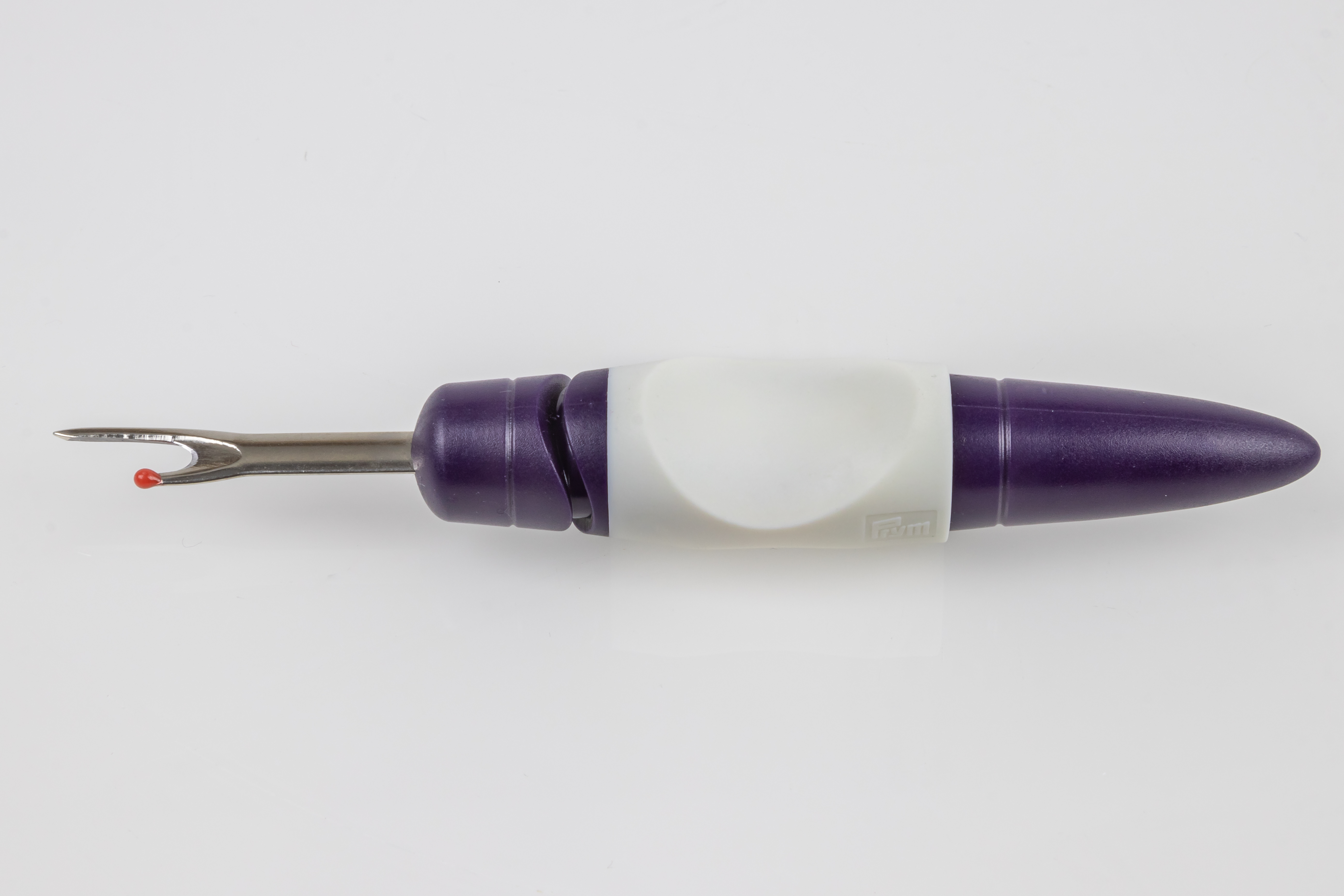
Nahttrenner (Nähen)
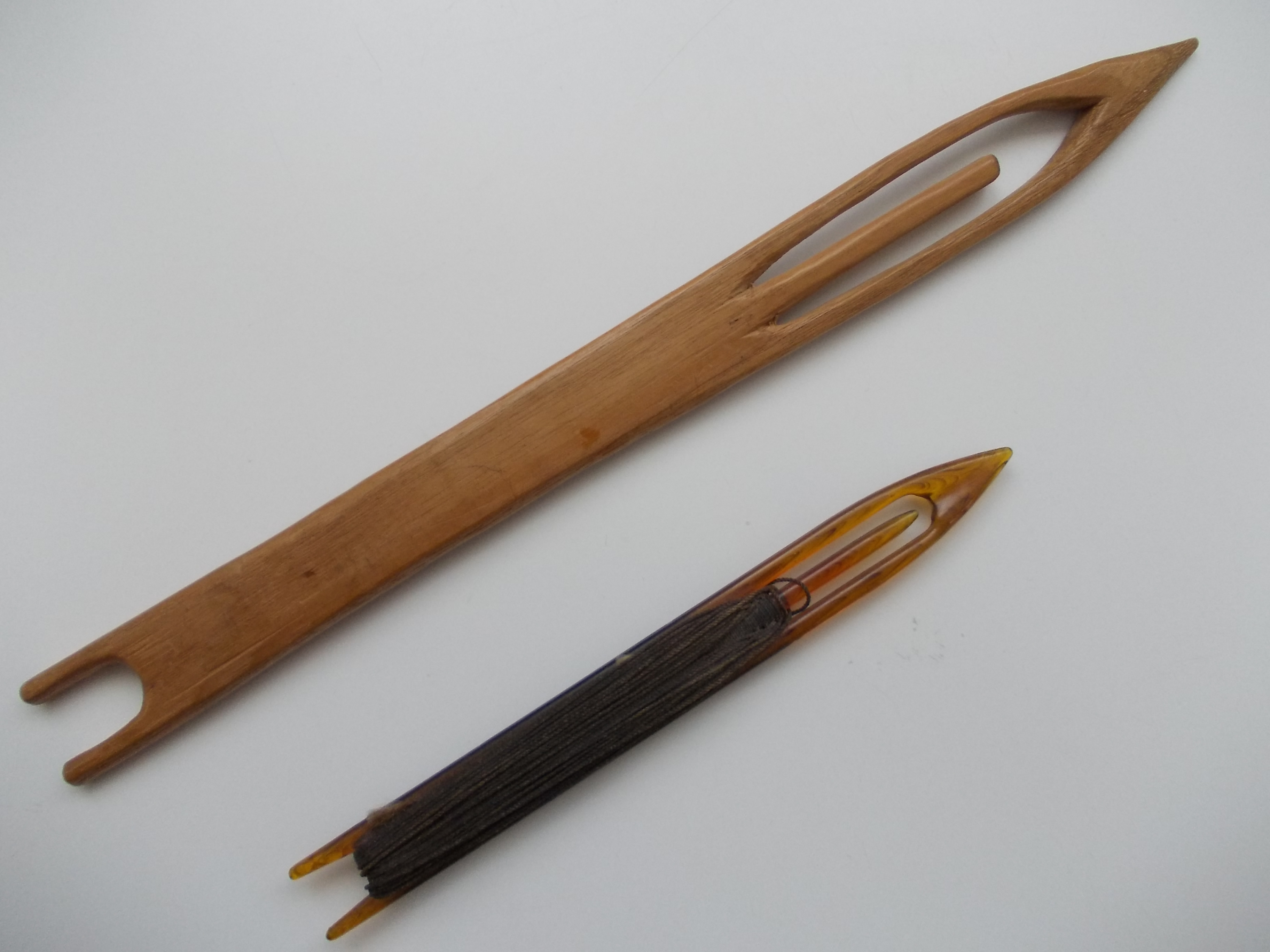
Netznadeln (Knüpfen von Netzen; Brettchenweben)
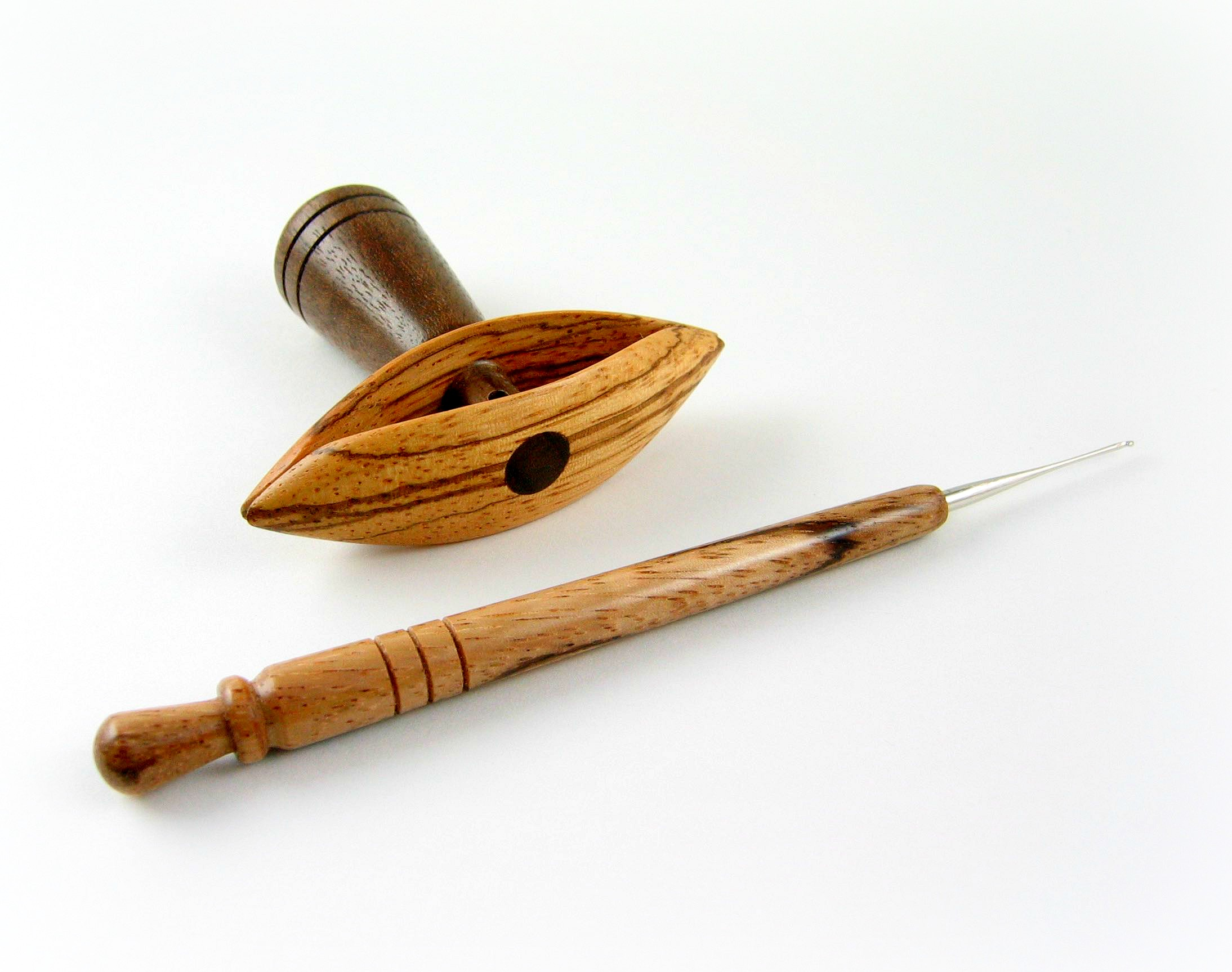
Occhi-Schiffchen (Occhi)
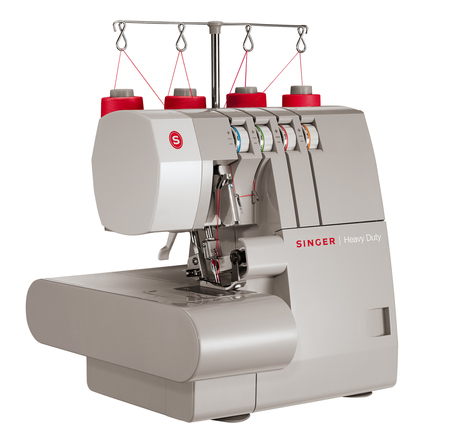
Overlock-Nähmaschine (Nähen von Stoffkanten)
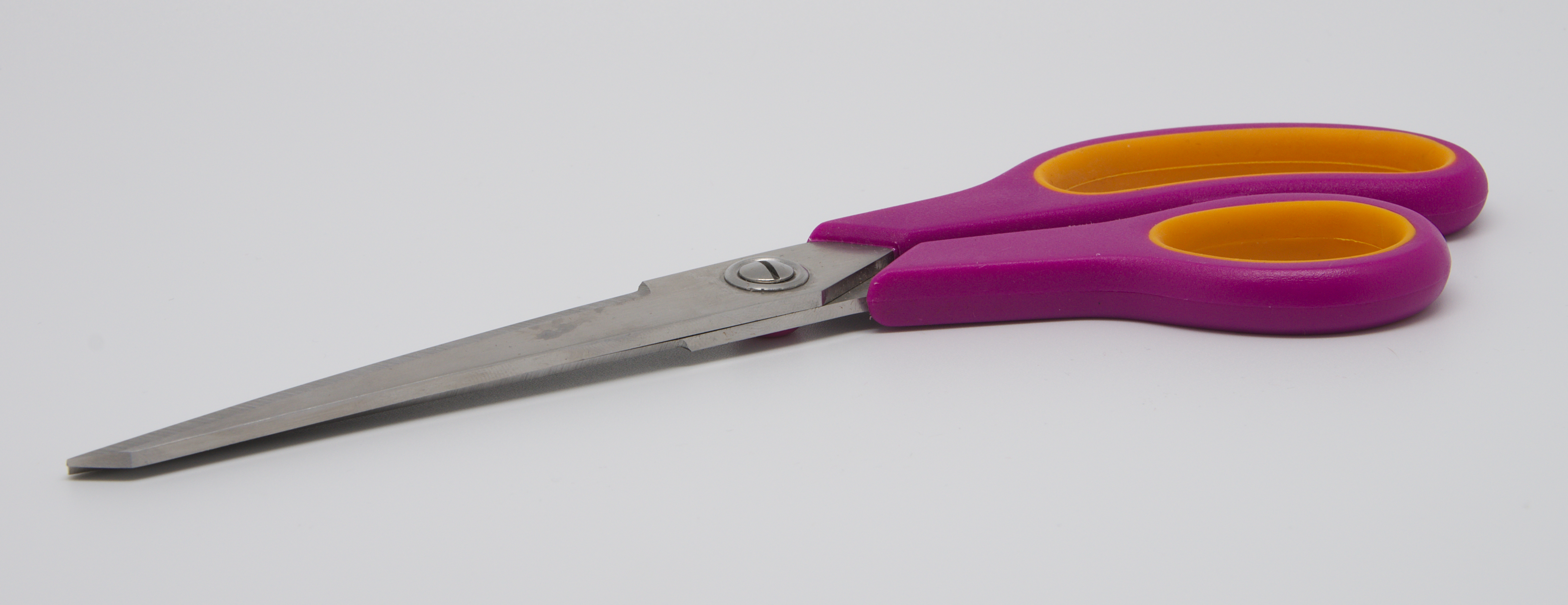
Schere (alle Textilarbeiten)
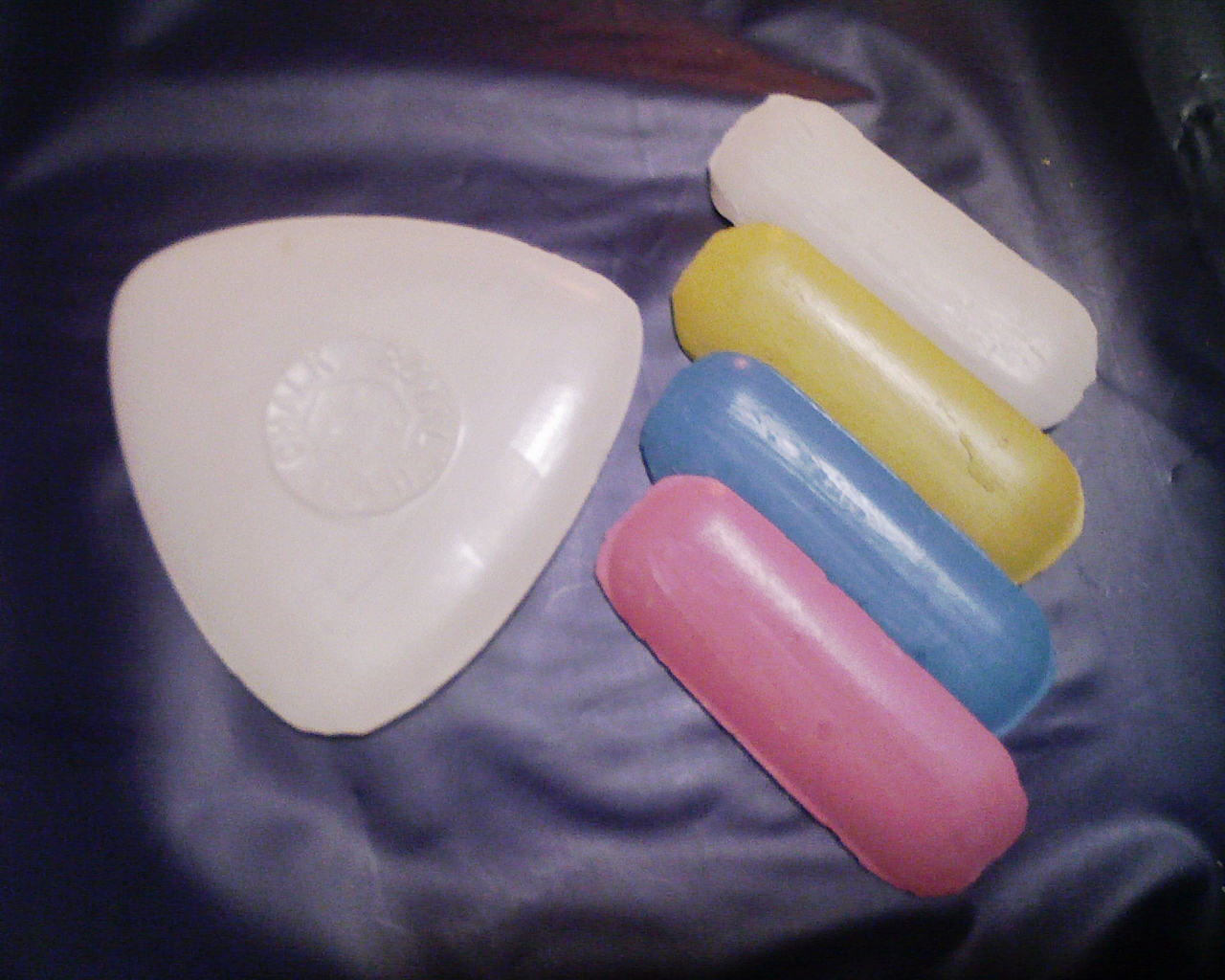
Schneiderkreide (Nähen)
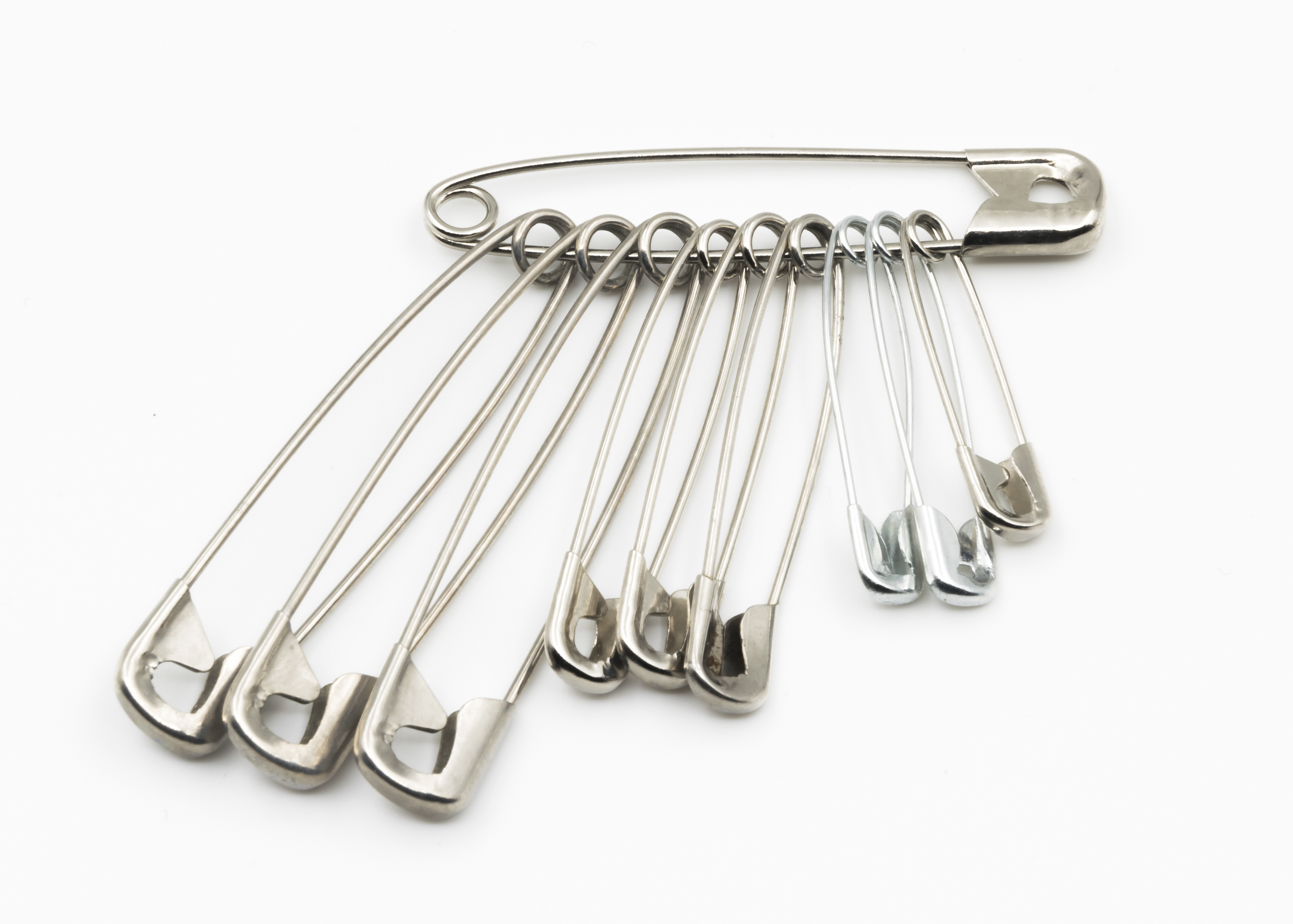
Sicherheitsnadeln (verschiedene Textiltechniken)
Spinnrad (Handspinnen)
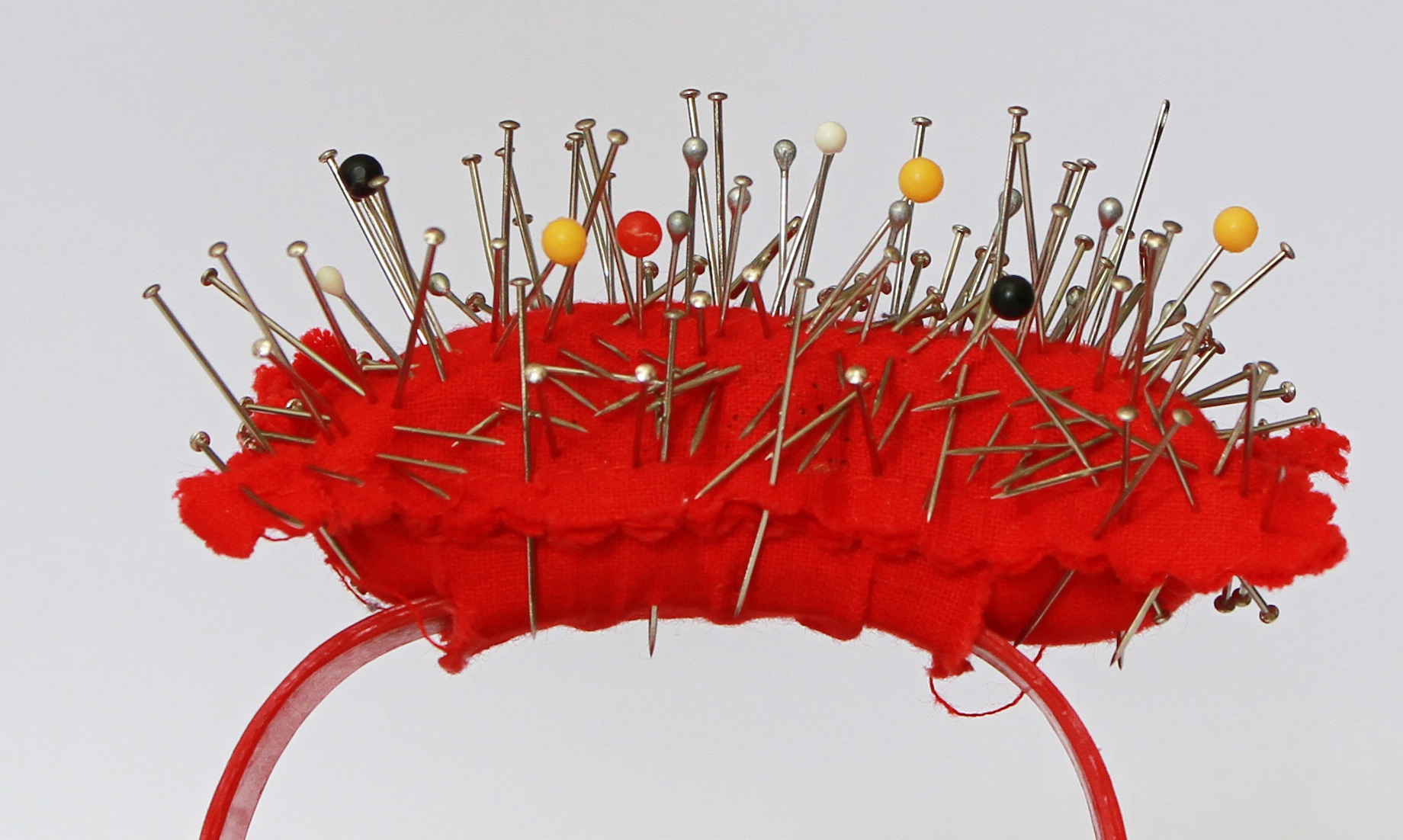
Stecknadeln (mit Nadelkissen; Nähen, Klöppeln, Makramee u. a. m.)
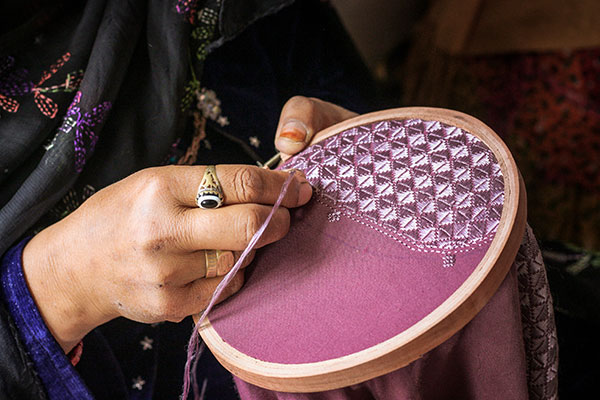
Stickrahmen (Sticken)
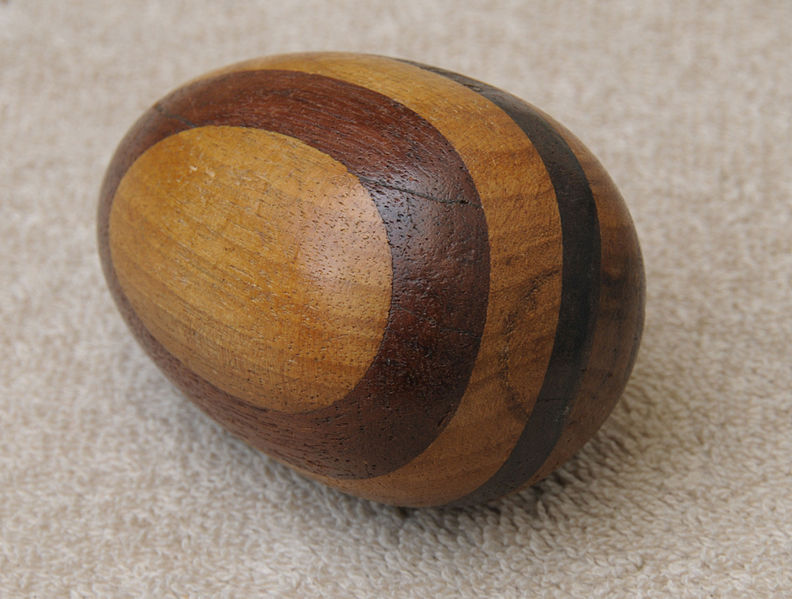
Stopfei (Stopfen)
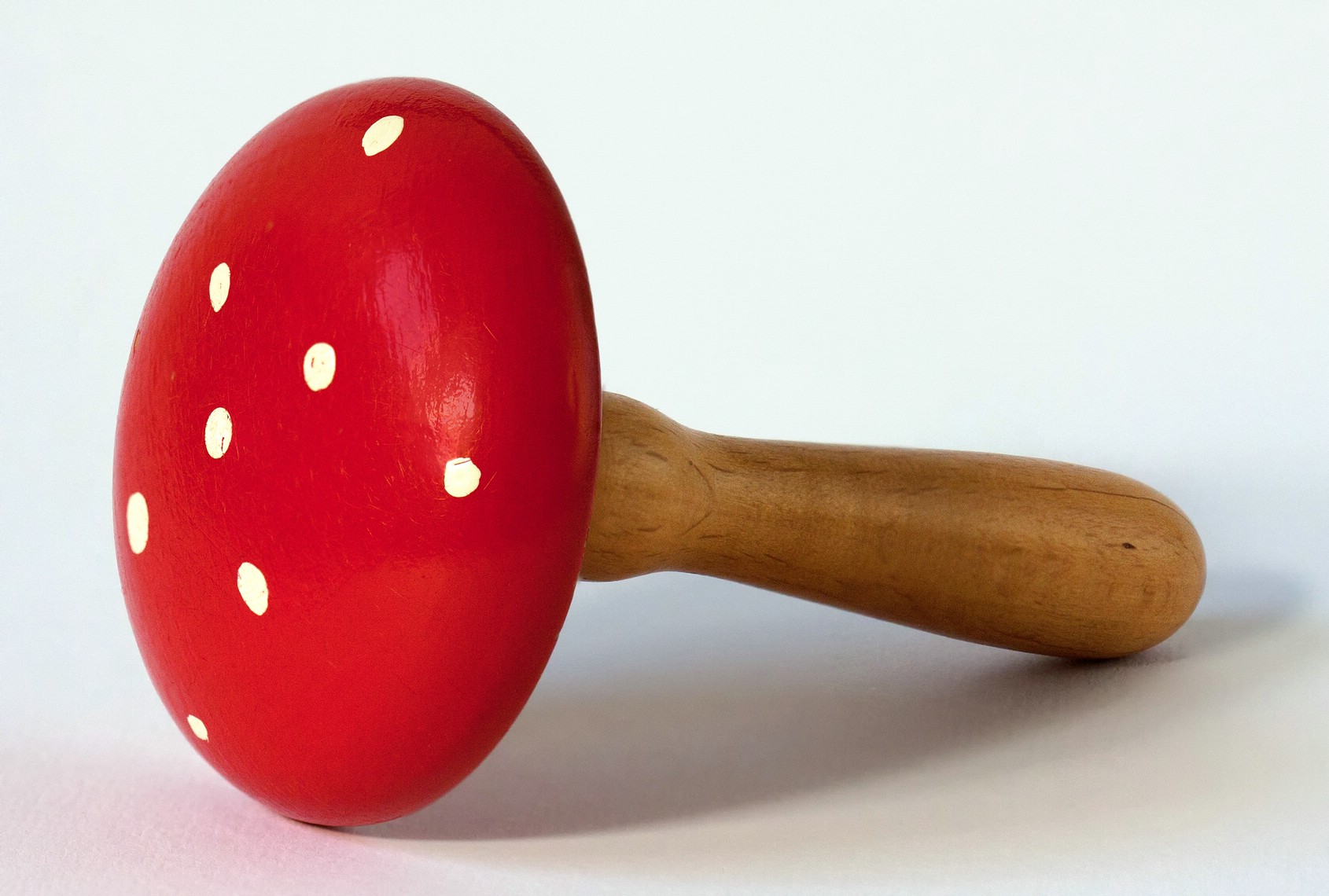
Stopfpilz (Stopfen)
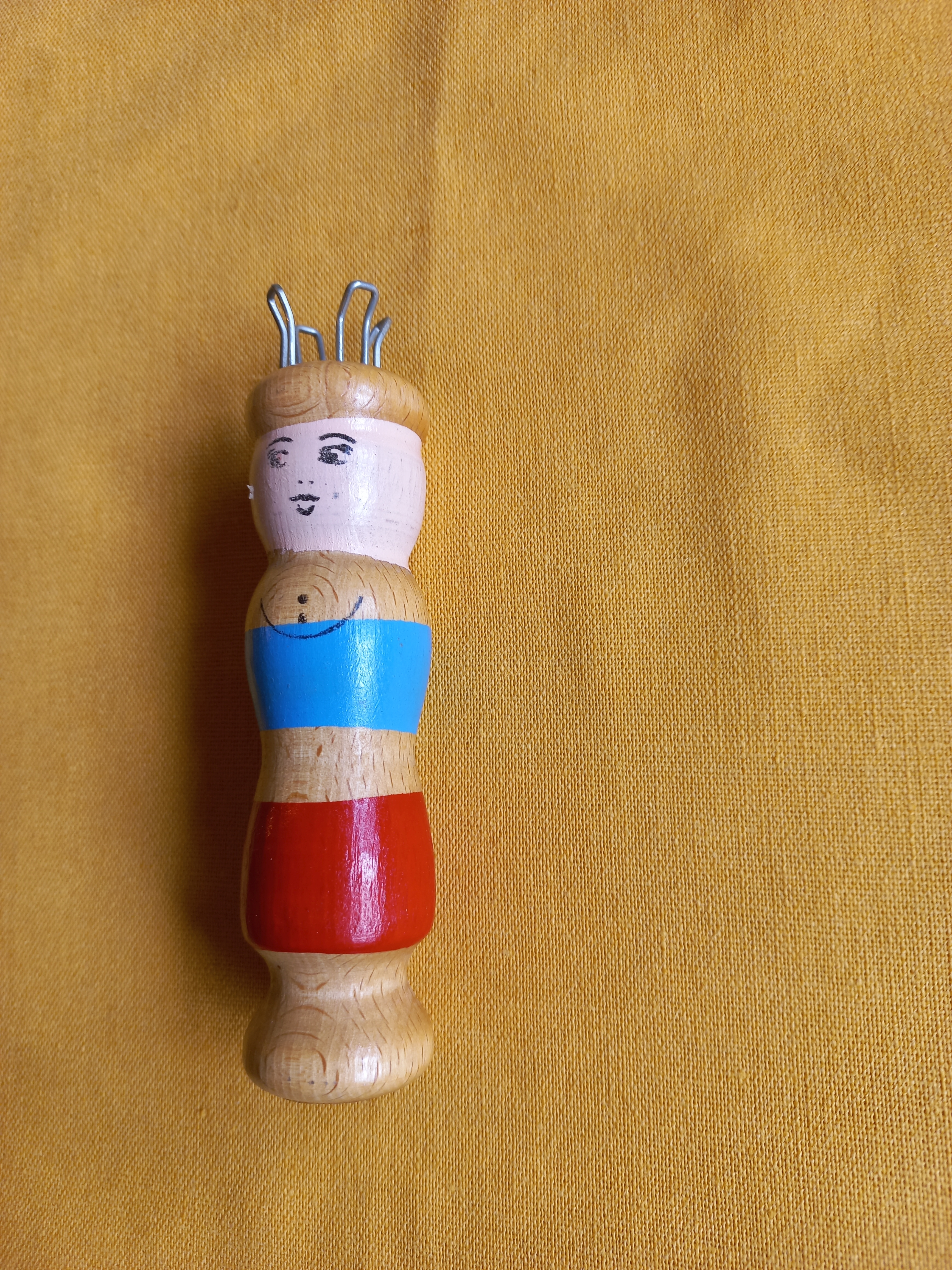
Strickliesel (Stricken von Schnüren; erfordert auch 1 Stricknadel)
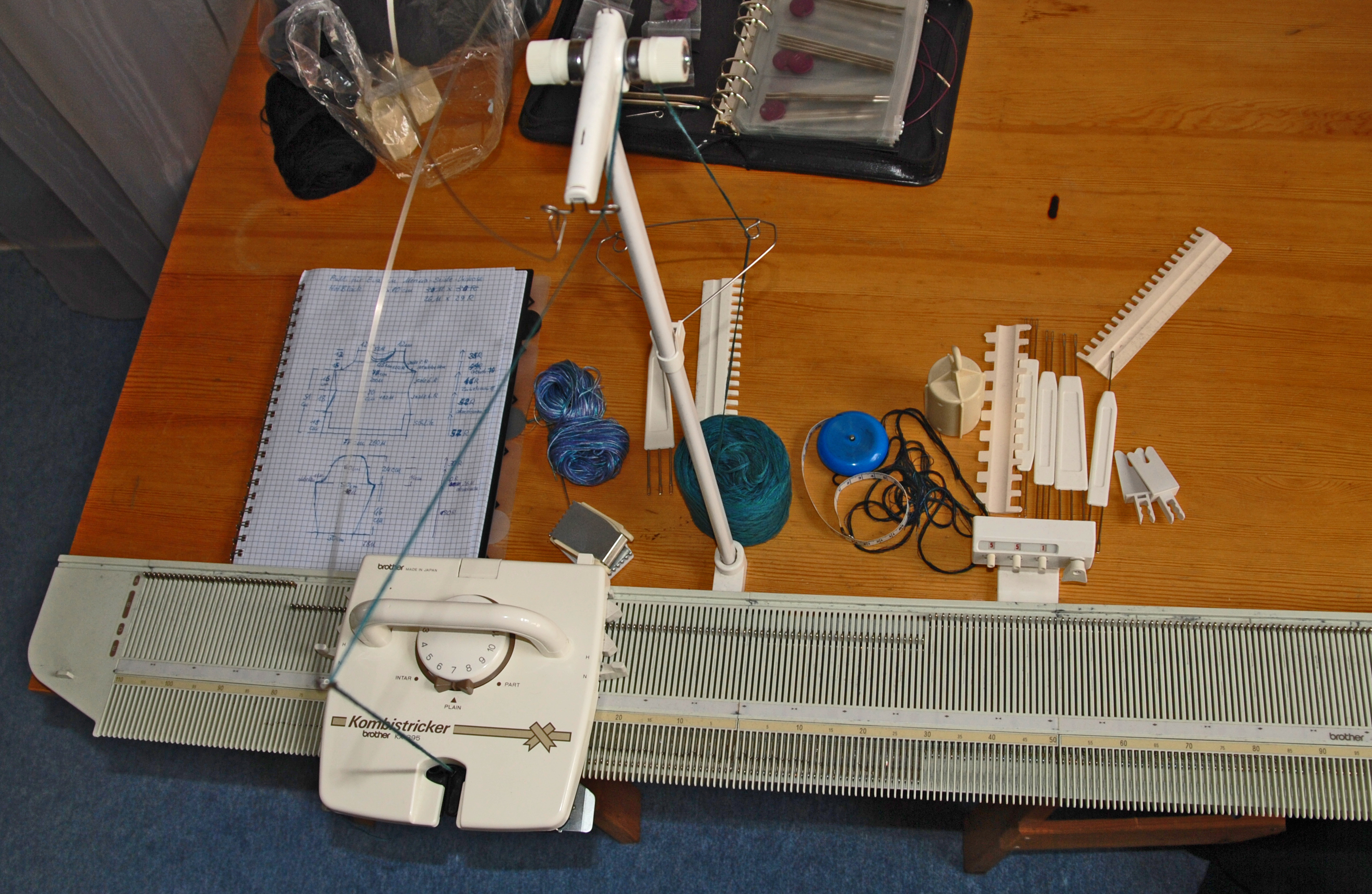
Strickmaschine (Stricken)
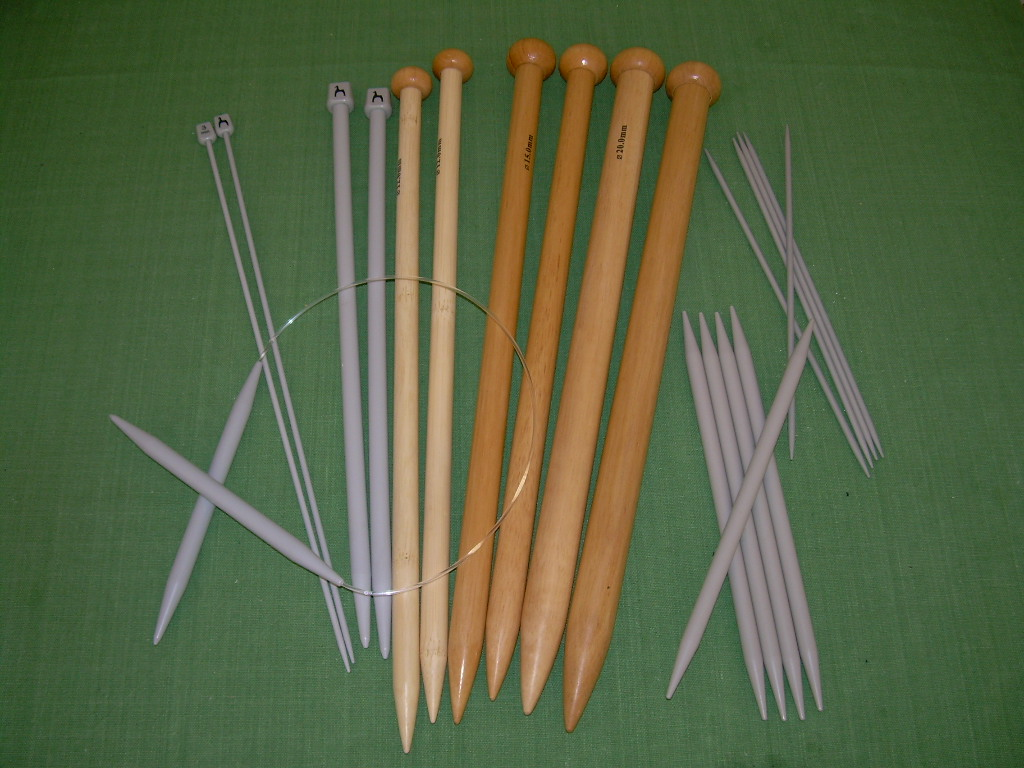
Stricknadeln, Nadelspiele, Rundstricknadel (Stricken)
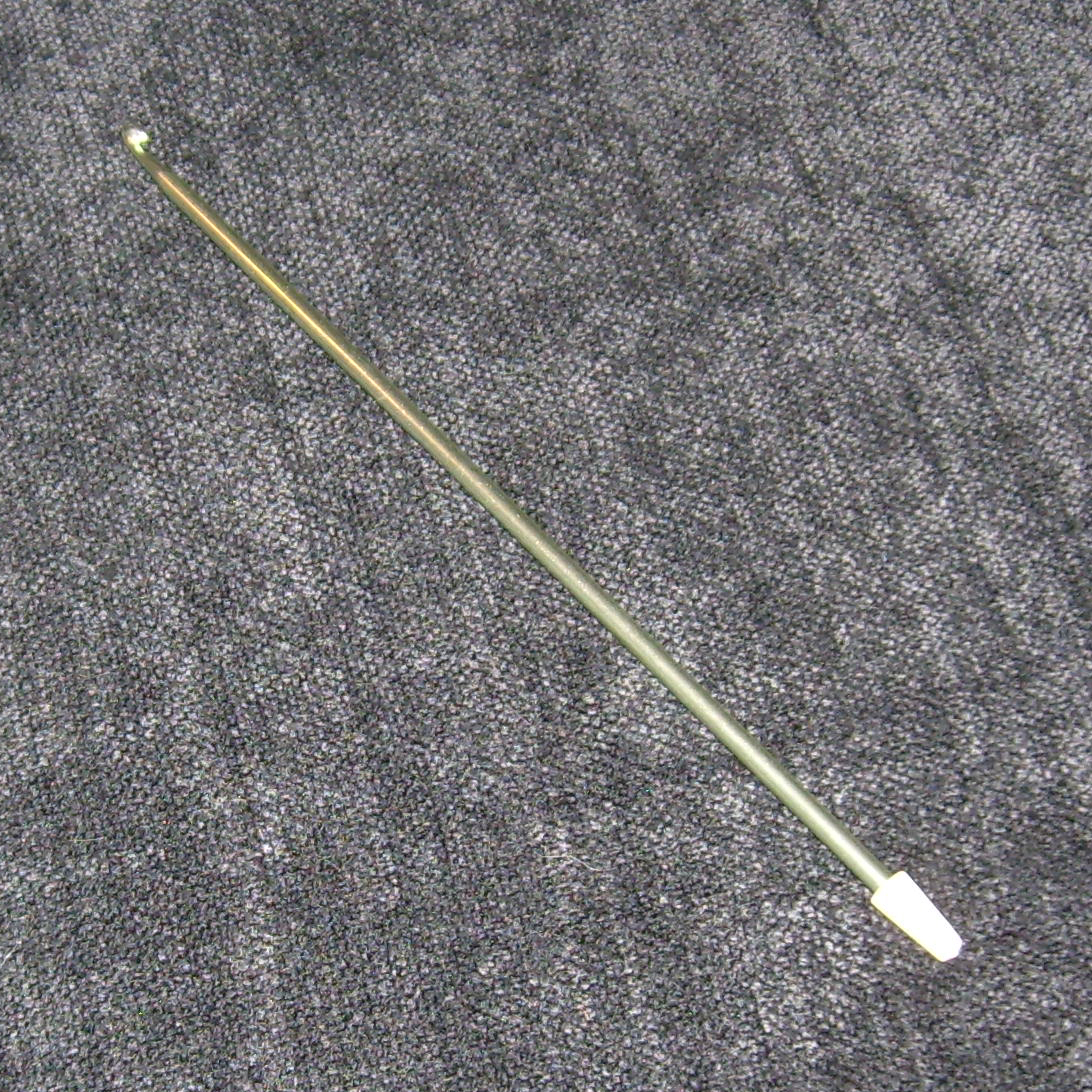
Nadel für Tunesisches Häkeln
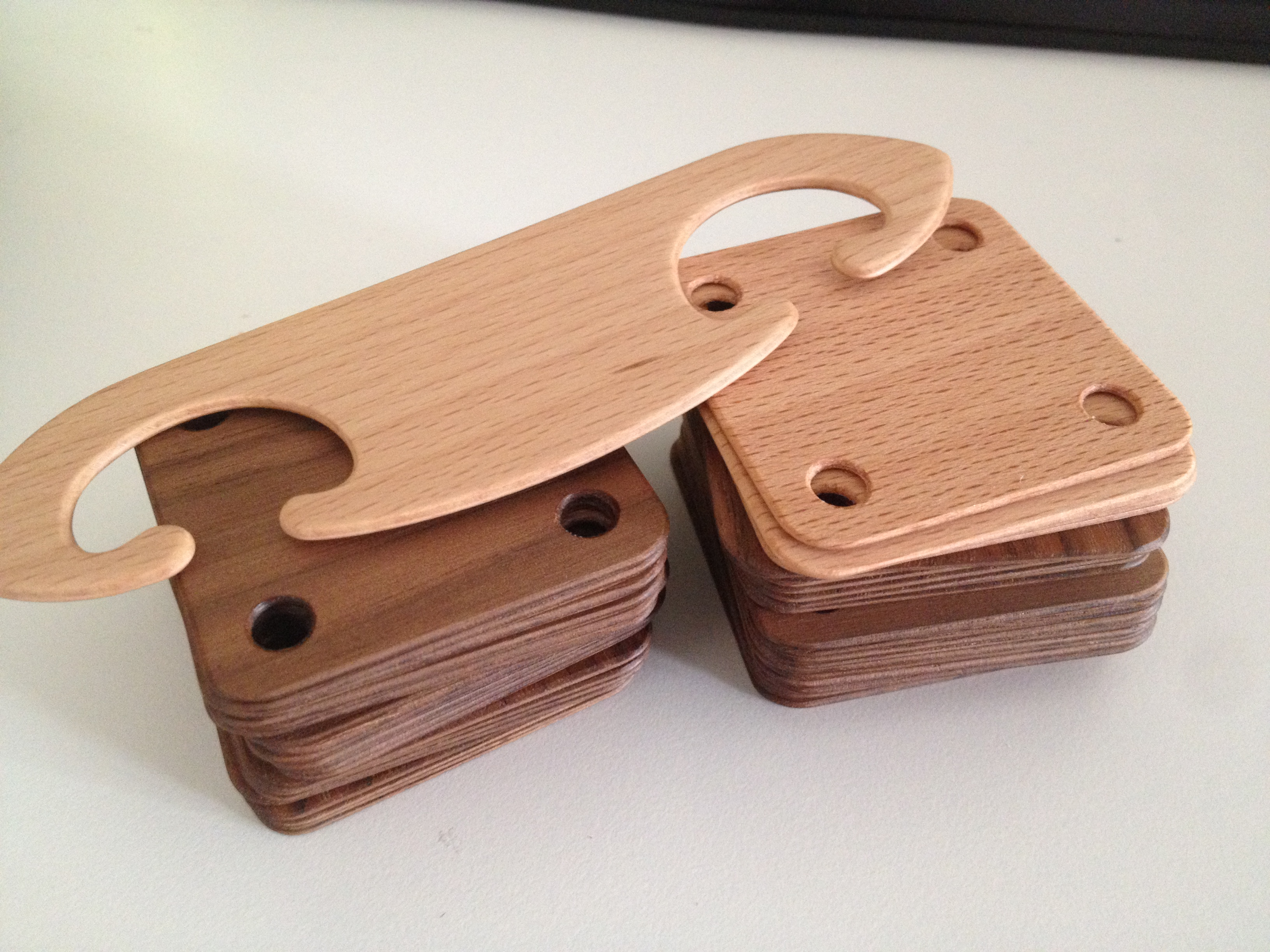
Webbrettchen (Brettchenweben)
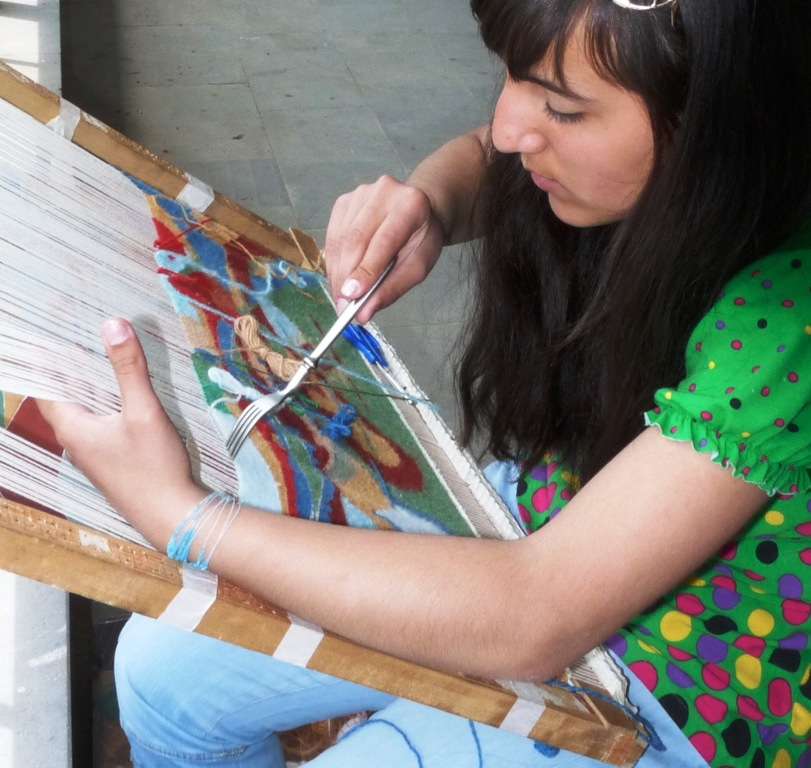
Webrahmen (Weben)
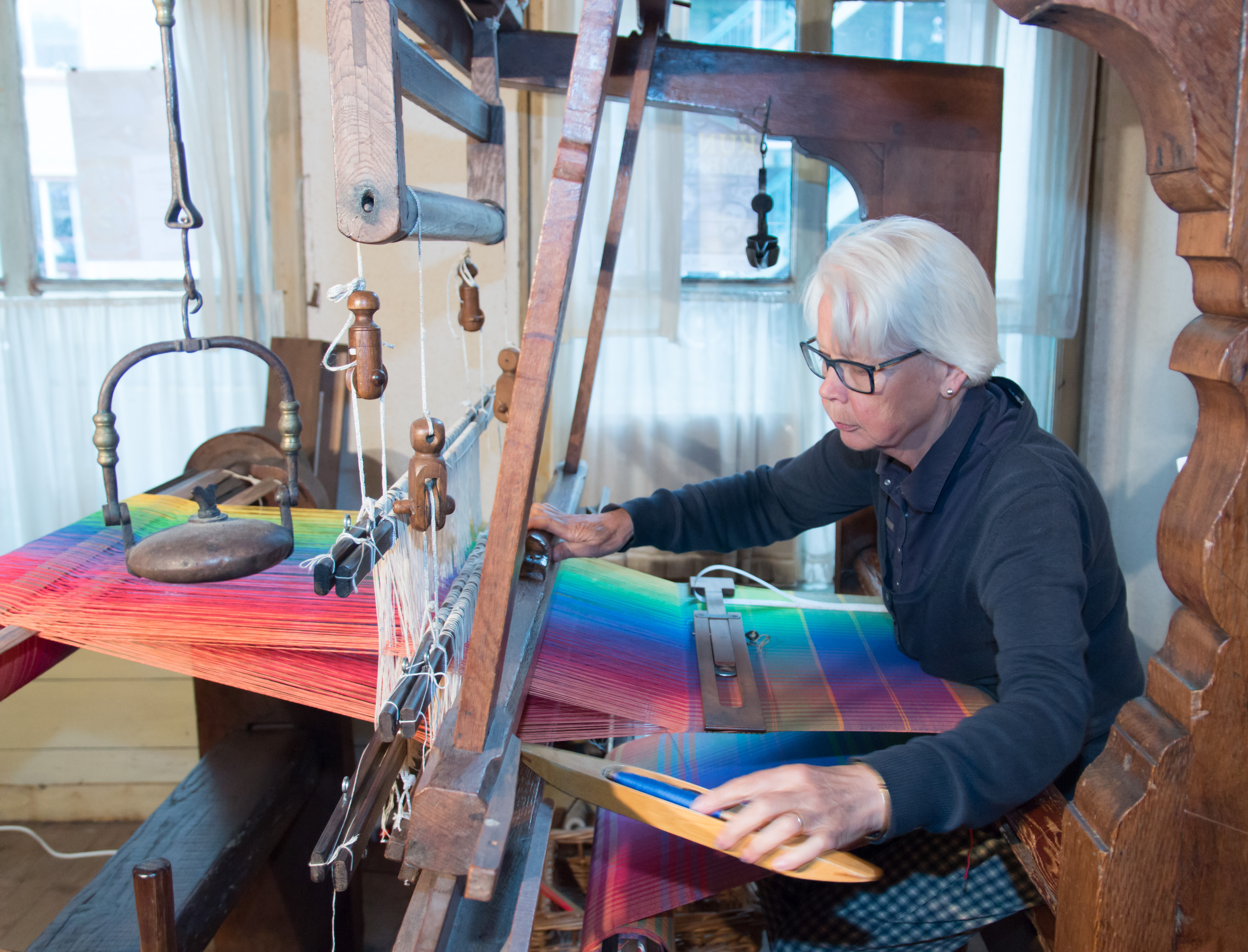
Webstuhl (Weben)

## Textilien bemalen, bedrucken, färben
Die Techniken, mit denen in Handarbeit Farbe auf oder in Textilien gebracht werden kann, umfassen u. a.:
- einfache Formen des Färbens (seit etwa 36.000 Jahren);[118] siehe auch Färberei in der Antike
- Batik (in Asien vermutlich seit etwa 2000 Jahren)[119]
- Färben mit Reservetechnik (seit dem Altertum)[120]
- Seidenmalerei (in China seit etwa 165 v. Chr. belegt)[121]; siehe auch Guttatechnik
- Bandhani (in Asien seit dem 6./7. Jahrhundert belegt)[122]
- einfache Formen des Textildrucks (z. B. Kartoffeldruck)[123]
- Textildruck mit Transferpapier (modern)
- Stoffmalerei mit moderner Spezialfarbe aus Polyacrylaten[124]